# 2018年のテレビ特別番組一覧
- 2018年のテレビ (日本) > 2018年のテレビ特別番組一覧
- 2018年のテレビ番組一覧 (日本) > 2018年のテレビ特別番組一覧

2018年のテレビ特別番組一覧（2018ねんのテレビとくべつばんぐみいちらん）
本項では、2018年に日本国内で放送されたテレビの特別番組をまとめる。

## 単発特番

### 1月放送
- 1日
  - 落ちましておめでとうございます 〜落とし穴で厄払い2018〜（テレビ東京）[1]
  - すごいぞにっぽん!古典芸能・最新形（NHK Eテレ）[2]
  - 絵葉書にない尾瀬 新井幸人が撮る神秘の湿原（NHK総合）
  - ニッポンよ!セカイを倒せ! フジヤマ〜日本のNo.1VS世界のNo.1〜（フジテレビ）[3]※第1弾
  - 世界見聞録〜モンゴルで経済と豊かさを考える旅〜（TOKYO MX1）[4]
  - 大奥ワンダーランド〜江戸城の秘境〜（NHK BSプレミアム）[5]
  - 京都で縁結び!名取裕子&檀ふみの二人旅（BS日テレ）[6]
- 2日
  - お正月限定!超豪華な吉本新喜劇SP（1日深夜、TBS）[7][8]
  - いつでもマラソン24時（1日深夜、フジテレビ）[9]
  - 開運!ダメダメ脳撃退ツアー（CBCテレビ）[7][10]
  - 志村けん in 探偵佐平 60歳（NHK総合）[11]
  - 世界もしものお買い物（毎日放送）[7][12]
  - 荻原兄弟、国道をゆく（フジテレビ）[3]
  - 世界のスーパーすっごい人にお願い!ちょっとだけでも何とかなりませんか?（関西テレビ）[3][13]
  - 凡人はハンデあり!!〜強ぇヤツにはどうすりゃ勝てる?〜（関西テレビ）[14]
  - 情を紡ぐ、道を継ぐ。〜文楽…若き担い手の挑戦〜（テレビ大阪）[15]
  - U字工事の美味しくってごめんねごめんね〜!とうほく"もっち餅"ジャーニー（福島放送）[16]
  - 宮川大輔 瀬戸内でマジなやつやん!（テレビ新広島）[17]
  - 恋するシャチの物語（NHK BSプレミアム）[18]
  - 時空超越ドラマ&ドキュメント 美子伝説（NHK BSプレミアム）[19][注 1]
  - 豪華寝台列車瑞風で行く 絶景めぐり…極上の旅（BSジャパン）[20]
- 3日
  - もうひとつの御所 世界遺産 京都・仁和寺（NHK総合）
  - 海に恋して 森を愛して 〜4Kで描くAMAMI〜（NHK総合）
  - 美食倶楽部へようこそ 西郷どんの正月料理（NHK総合）
  - 高麗屋 三代の春 〜襲名・松本幸四郎家 歌舞伎に生きる〜（NHK総合）
  - ビバ!農業〜ニッポンのすっごいファーマーズ〜（毎日放送）[7][21]
  - アジアスペシャル 黄砂を止めよ!砂漠に挑む日本人〜中国・内モンゴル 放牧と緑の10年記〜（テレビ大阪）[22]
  - TV初共演!原辰徳VS菅野智之 〜夢のゴルフガチンコ対決〜（BSジャパン）[23]
  - 中村勘九郎 中村七之助 中村鶴松 華の新春・KABUKI 2018（BSフジ）
- 4日
  - カズレーザーSP 理由を述べよ!（テレビ朝日）[24]
  - 明石家さんまの新春!めっかっちゃった大賞（3日深夜、TBS）[25]
  - 運命の一問（3日深夜、フジテレビ）[3]
  - 初めてのマルマル〜初体験にはドラマがある〜（フジテレビ）[3]
  - 座・中村屋（東海テレビ）[3][26]
  - 泉ピン子・IKKOの美の細道〜美を極める京都旅〜（BS日テレ）
  - 目玉焼き法〜ニッポンの食卓が変わる〜（BSフジ）[27]
- 5日
  - 身を削って言っちゃいます（4日深夜、フジテレビ）[3]
  - あさこの花鳥風月（4日深夜、フジテレビ）[3]
  - 私だけの美空ひばり〜歌姫の素顔と名曲物語〜（BSジャパン）[28]
- 6日
  - 葛飾北斎に挑む!〜富士山に魅せられた画家〜（5日深夜、朝日放送）[29]
  - 魂はいつまでも〜逆転のPL野球 その後の人生〜（5日深夜、テレビ大阪）[30]
  - 愛される?嫌われる?マナーの分かれ道!（テレビ朝日）
  - 教育現場の最前線!未来を支える君たちへ（テレビ東京）
  - 生きるよろこび 〜画家 熊谷守一の軌跡〜（テレビ東京）
  - こんなところにカメラつけてみた!（フジテレビ）[3]
  - ボツ王〜時代が早すぎた(秘)発想!ニッポン社員の逆襲（朝日放送）[31]
  - 絶海!謎と神秘の巨石文明 モアイとイースター島〜21のミステリーを徹底究明!〜（NHK BSプレミアム）[32]
  - 華大の昭和レジェンド〜身近なモノ誕生秘話〜（BSフジ）[33]
- 7日
  - 八代目 市川染五郎 密着3650日 〜12歳・若武者が生まれるとき〜（静岡朝日テレビ）[注 2][34]
  - 街道めし（フジテレビ）[3]
  - 追悼・燃える男星野仙一 夢と感動をありがとう（CBCテレビ）[35]
  - サカナクションライブ2017（NHK BSプレミアム）[36]
  - 海坂藩を作ったひと 藤沢周平（BSフジ）
- 8日
  - この一筆に思いを込めて 〜袖ヶ浦高校書道部 恩師と挑んだ最後の甲子園〜（NHK総合）
  - 北海道ライブ!大泉洋が贈る応援ソングばかりのスーパーステージ （NHK総合）
- 9日
  - GENERATIONSのコラボレーションズ（8日深夜、日本テレビ）
  - 林修の映像を見ると思い出す19XX年（テレビ朝日）[注 3]
- 10日 - 400年後の真実〜慶長遣欧使節の謎に迫る（NHK BSプレミアム）
- 12日 - THE 更地（テレビ朝日）[37]
- 13日
  - 芸能人のSNSのぞき見会 バレちゃった素顔アイテムで解決します。（フジテレビ）[注 4]
  - 住宅のぞき見スタディ で、この家いくら!?（テレビ朝日）[38]
  - 大同生命PRESENTS こんな会社があったのか（テレビ東京）[39]
  - 名曲!旅の詞〜日本全国歌碑めぐり〜（BSフジ）[40][41]
- 14日 - 勘三郎が遺したもの 〜中村勘九郎・七之助 古き芝居小屋を巡る旅（BSフジ）[42]
- 16日（15日深夜） - グチ出しBOX!〜みんないろいろ抱えてますSP〜（フジテレビ）[43][44]
- 17日
  - DIR EN GREYのススメ（16日深夜、テレビ東京）[45]
  - 究極の鮨（すし）〜職人・藤本繁蔵の世界〜（NHK BSプレミアム）[46]
- 18日（17日深夜） - アナマガpresents アナウンサーだらけの陸上対決!!フジアナ陸上〜just…FIGHTスペシャル!!〜（フジテレビ）[47]
- 19日 - 世界東西まっぷたつ!クギヅケ映像バトル（テレビ朝日）[48]
- 20日
  - マジ住んでみる 住めば都は本当か?（19日深夜、朝日放送）[49]
  - 村長サミット〜こんな村イイネ〜（テレビ朝日）
  - カンテレ開局60周年特別番組 60超えてお初です（関西テレビ）[50]
  - 異世界ホテル旅（NHK BSプレミアム）[51]
  - 坂本冬美 終わりなき挑戦（BS-TBS）[52]
- 21日
  - トットとスターになれ!〜かまいたちから試練の道SP〜（20日深夜、関西テレビ）[53][54]
  - お母ちゃんのXデー!運命の1日…どうなる（日本テレビ）[注 5]
  - ニッポンの肉2018（フジテレビ）[注 6]
  - 美和ロックPresents 宮本隆治のあなたを守るこれからのセキュリティ〜安全で安心な未来の為に〜（BS朝日）
  - ニッポンの食を育む!給食甲子園〜第12回全国学校給食甲子園〜（BS朝日）
  - 天の美禄〜恋せよ日本酒〜（BSフジ）
- 23日
  - THE ALFEEが奏でた42.195kmの旋律（22日深夜、関西テレビ）[55]
  - 新曲歌いたいんですけど…〜世界一厳しい歌番組〜（日本テレビ）
- 26日 - 冬の四大食材博覧会（日本テレビ）[56]
- 27日
  - 逆転発想!シーズンオフ旅（日本海テレビ）[57]
  - バブル再来!ちょっとリッチな岩手旅〜あの冬が、やってくる〜（テレビ大阪）[58]
  - シルク・ドゥ・ソレイユ日本公演最新作「キュリオス」上陸SP 橋本環奈とウド鈴木が見た"15の超人技"（フジテレビ）[注 4][59]
  - 坂上探検隊（フジテレビ）[注 7][60]
  - NEXTアスリート（RKB毎日放送）[61]
  - アジアの歌姫 テレサ・テン 今甦る素顔と真実（BSフジ）[62]
  - 渡辺麻友〜AKB48卒業までの63日間に密着、そしてその未来〜（フジテレビNEXT）[63]
- 28日 - 世界でたったひとつのプレミアムテスト（日本テレビ）[注 5]
- 29日（28日深夜） - STU48×千鳥 瀬戸内少女応援団（関西テレビ）[64]
- 30日
  - 吉田たち&ミキの次世代デンジャラスロケツアー（29日深夜、読売テレビ）[65]
  - 伝統文化京都に舞う2017〜全国高校生伝統文化フェスティバル・第1回伝統芸能選抜公演〜（BS朝日）[66]
- 31日 - 木梨文化使節団 キューバへ行く!（NHK BSプレミアム）[67]

### 2月放送
- 2日 - でんじろうVS世界の科学者!実験トリックを全て解き明かすぞ3時間SP（フジテレビ）[注 9]
- 3日
  - 熱血ニッポン!名将24時（テレビ朝日）
  - スマホで自撮り 芸能人ご当地愛バトル（毎日放送）[68]
  - 笑う鉄学の道in九州〜出発進行!裏側&穴場&グルメ一挙紹介!〜（熊本放送 / JNN九州ブロック）[69]
  - 歌に命が宿るとき 〜美輪明宏 ヨイトマケの唄 その愛と秘密〜（NHK BSプレミアム）[70]
  - 古代文明 大ピラミッド 発見!謎の巨大空間（NHK BSプレミアム）
  - 世界一おいしいチョコレートを作りたい!幻のカカオを求めて…日本〜メキシコ1万1000kmの挑戦（BS朝日）[71]
- 4日
  - エイキョーさん〜あなたの影響で人生変わっちゃいました〜（日本テレビ）[注 5]
  - ブータンが愛した日本人 向井理が巡る、幸せの国の真実（読売テレビ）[72]
- 5日
  - 芸人トライアスロン（4日深夜、関西テレビ）[73]
  - 北海道命名150年記念キタデミー賞（北海道テレビ）[74]
- 7日
  - 独占緊急特報!!貴乃花親方105日沈黙破りすべてを語る（テレビ朝日）[75]
  - 白川義員"天地創造"を撮る（NHK BSプレミアム）[76]
  - さまぁ〜ずのジャイアンツリクエストアワード（BS日テレ）
- 8日 - あす開幕!ピョンチャン五輪 メダルの瞬間は見逃さないSP（NHK総合）
- 9日 - 三宅裕司の昭和お宝フィルム大発掘（BS-TBS）[77]
- 10日
  - トモテレ（テレビ東京・BSジャパン）[78]
  - 有吉のぐるっと一周こんにちは旅（テレビ東京）[79]
  - 映画「今夜、ロマンス劇場で」公開記念SP（フジテレビ）
  - メ〜テレ開局55周年記念番組 飛翔の刻〜MRJの10年〜（メ〜テレ）[80]
  - 女王たちのチョコレート ヨーロッパ王室御用達紀行（NHK BSプレミアム）[81]
  - 歌手デビュー50周年特別企画 前川清オールヒット決定版（BS-TBS）[82]
- 12日
  - 博多大吉のひかげモンとひなたモン〜こんなんできるんどんなやつ?〜（11日深夜、関西テレビ）[83]
  - ロバート秋山の市民プール万歳（11日深夜、メ〜テレ）[84]
  - モーニング娘。20周年記念スペシャル（テレビ東京）[85][86][87]
  - 歓喜を待ちて〜連続台風、再び第九を歌った町〜（北海道放送）[88]
- 13日 - 薩摩から世界へ!〜明治維新150年・時空を超えた夢〜（鹿児島テレビ / FNS九州・沖縄ブロック）[89]
- 14日 - さまぁ〜ずのプロ野球ヒーローBEST30〜歴代No.1を今夜大発表!〜（BS日テレ）[90]
- 15日 - 良純&一茂の気まぐれ旅〜にっぽんの名家ってすごいんです!〜（BS日テレ）[91]
- 17日
  - 高き壁を越えて 〜井山裕太 世界への挑戦〜（NHK Eテレ）[92]
  - 大俳優丹波哲郎の真実 豪快役者人生その素顔（BSフジ）[93]
- 18日
  - こんな所でヒットソング（日本テレビ）[注 5]
  - 豪雪地帯のトラブルを救う!密着!雪国のヒーローたち（テレビ東京）[注 11]
  - ほっといたらこうなった（関西テレビ）[94]
  - 命のレスキュー24〜今夜もSOSが聞こえる!〜（BS日テレ）[95]
  - 検証特番!草津白根山噴火スクープ映像 その時何が起きた!?（BSフジ）
- 22日 - 密着!平成のお殿様〜子孫はつらいよ!〜（BS朝日）[96]
- 24日
  - お悩み解消!プレゼンバラエティ カラダのトリセツ（関西テレビ）[97]
  - 古坂大魔王プロデュース おおいた遺産ツアー（テレビ大分 / NNN九州ブロック）[98]
- 25日
  - ニッポン千年のだし（北海道放送）[99]
  - 無念を晴らせ!密着!交通事故鑑定人（フジテレビ）[注 6]
  - 三山ひろし 旅情歌（BSフジ）[100]
- 27日 - 運ロワイアル〜芸人100人 容赦なき運バトル〜（26日深夜、読売テレビ）[101]

### 3月放送
- 1日 - 京都に広がる歌声「もうひとつの京都」合唱コンクール（BS朝日）[102]
- 2日
  - 緊急捜査!トラブルSOS〜最凶サギ師vs熱血弁護士徹底追跡SP〜（フジテレビ）[注 9]
  - NHK甲府放送局開局80年記念 今夜は笑って!山梨がイチバン（NHK甲府放送局）[103][注 12]
- 3日
  - 東京ビクトリー〜奇跡が導いた東京五輪1964〜（TBS）[注 13]
  - 芸能人!ご自宅査定ツアーズ〜厳選アイテムでスターの生活ゲットせよ〜（フジテレビ）[注 4]
  - 「マゼランの羅針盤」発見!明日をつくる企業のチカラ（BSジャパン）[104]
- 4日
  - 就活応援TV〜学生と企業のホントの本音〜（NHK総合）[105]
  - 見え方一変バラエティー それを踏まえてもう一度（日本テレビ）[注 5]
- 7日 - ヤバいよ!怪奇探偵団（TBS）[注 14][106]
- 9日
  - 密着!なぜソッチの人生選んだの?（フジテレビ）[注 9][107]
  - 密着180日!大相撲〜新時代を担う力士たち〜（BS-TBS）[108]
- 10日
  - その道のプロも驚き!畑違いの先生のスゴ話（日本テレビ）[注 15]
  - 映画『北の桜守』公開記念 吉永小百合 120の想い…（テレビ朝日）
  - これぞ!ニッポンの神仕事〜夢を叶えたリーダーたち〜（テレビ朝日）
  - 主人のいぬ間に丸洗い（TBS）[注 13]
  - ブリなんです（関西テレビ）
  - 世の中の気になるギモン大調査 穴埋めデータSHOW（読売テレビ）[109]
  - プレーバック2.17 羽生善治VS.藤井聡太 最強の極意（NHK BS1）[110]
  - 英国ロイヤルバレエ〜茜と亮一 プリンシパルの輝き〜（NHK BSプレミアム）
- 11日
  - 夫はつらいよ（テレビ朝日）
  - 爽快!チャリンコ☆ロード〜絶景&グルメ しまなみ海道インスタ旅〜（関西テレビ）[111]
  - 坂本龍一 ライブ・イン・ニューヨーク“アシンク”（NHK BSプレミアム）
- 12日 - 実は○○で食べてます（11日深夜、関西テレビ）[112]
- 15日
  - キワミハンター!「湯気」編（NHK総合）[113]
  - マイクロフォンの魔法〜人生を録音する〜（NHK Eテレ）[114]
- 17日
  - 大政絢のニューヨークライフ（テレビ朝日）
  - THEオークションの怪人（TBS）[注 13]
  - パパ芸人ママタレ集合 ママサカスで遊ぼうSP（TBS）
  - 世界ふしぎ大冒険!（TBS）[115]
  - あなたの常識大逆転!くらべる歴史SHOW 信長・秀吉・家康SP（テレビ愛知）[116]
  - ハイヒールの極上の妻たち（毎日放送）
  - 〜地元民VS有名芸能人〜人気者をダマしてやるぞツアー（関西テレビ / FNS近畿・中国・四国6局ネット）[117]--2018年3月8日 (木) 07:32 (UTC)
  - 360度カメラを気になる所に置いてみた（テレビ大阪）[118]
  - メ〜テレファミリー癒やし癒やされほっこり旅in伊勢・鳥羽（メ〜テレ）[119]
  - この星を旅する〜池澤夏樹 72歳の冒険〜（NHK BSプレミアム）
- 18日
  - すぐさま!始めマスター（日本テレビ）[注 5]
  - ヨコハマ気分走快!〜横浜マラソンを楽しもう!〜（TBS）
  - 真っ二つ!!素晴らしき萌え断ワールド（テレビ東京）[注 11][注 16]
  - 見逃せない子どもの疑問（フジテレビ）[120]
  - 写真家荒木経惟77歳の切実（NHK BSプレミアム）[121]
  - 密着6年!素顔の高梨沙羅 金メダルへのテイクオフ（BS日テレ）--2018年3月11日 (日) 03:20 (UTC)
  - 川口春奈 アフリカ動物大紀行〜水が育んだ命の星〜（BS-TBS）[122]
  - 海老蔵おんせん（BSフジ）[123]
- 19日
  - テレビ見墳記 〜ご近所古墳を味わうひととき〜（18日深夜、関西テレビ）[124]
  - イマジン そこに「境界」はない（NHK総合）[125]
  - 蘇る太陽の塔 閉塞する日本人へのメッセージ（NHK BSプレミアム）[注 17][126]
- 20日 - カンテレ開局60周年特別番組 池上彰の関西人が知らないKANSAI（関西テレビ）[127]
- 21日
  - 加山又造を巡る旅（テレビ東京）
  - BREAKTHROUGH 〜"限界突破"を目指す若きアスリートたち〜（テレビ大阪）[128]
  - 春のUSJ満喫TV〜世界最高の笑顔になれ!SP〜（テレビ大阪）[129]
  - マナのフィギュア日記〜13歳の選択肢〜（テレビ愛知）[130]
  - 内山理名のフォトジェニックな旅（テレビ北海道）[131]
  - 完全中継 復活 太陽の塔（NHK BSプレミアム）[注 17][126]
- 22日
  - 〜超絶!食べテクレボリューション〜 いただきマスターズ（読売テレビ）[132]
  - 日本のミライに会いにゆく〜地域を動かすイノベーターたち〜（BS朝日）[133]
- 24日
  - アナウンサーのディープな夜（NHK総合）[注 18]
  - 〜芸能界のスターいらっしゃいませ!〜KANGEI（TBS）[135][注 13]
  - パラレル人生〜ボクもその日に、その場所で生まれました〜（テレビ東京）[136]
  - ブルゾン学院-大阪校-（朝日放送）[137]
  - ブラマヨの狙え!スポーツ☆ベガス〜アスリートvsよしもと芸人 このバトルどうかしてるぜSP〜（関西テレビ）[138]
  - 麗しのマドンナとほっこりきよし旅（テレビ大阪）[139]
  - 中京テレビ番組まつり（中京テレビ）
    - ささしまライブから生放送!きょう・あすは中京テレビ番組まつり（11:45-12:00）
    - 中京テレビ番組まつり　変えよう!変わろう!東海3県大好きなあの人にダメ出しの旅（13:30-15:55）

  - 麒麟田村とデニス植野の宮古島0円旅!（沖縄テレビ / FNS九州・沖縄ブロック8局）[140]
  - 人形に命を吹き込む 与勇輝80歳 創作人形の軌（BS朝日）[141]
- 25日
  - 怪盗シティ（日本テレビ）[注 5]
  - タラレバダイエット 私、やせたらイケるはず!（フジテレビ）[注 6][142]
  - モッタイナカッタ?観察バラエティー 逃がした魚（読売テレビ）[143]
  - 漫才新時代 〜これがよしもと漫才劇場だ!〜（読売テレビ）[144]
  - 3×3 #ときめきたい人と繋がりたい（テレビ大阪）[145]
  - どっちの幸せ選びますか? ステキな最幸裁（中京テレビ）[注 19][146]
  - 未来をつくる!篠原信一の食旅 in 十勝（北海道文化放送）[147]
  - 小野田さんと、雪男を探した男〜鈴木紀夫の冒険と死〜（NHK BSプレミアム）[148]
  - 九州魅力発見旅〜阿部桃子が訪ねる熊本・宮崎高千穂〜（BSフジ）[149]
  - 百花繚乱 〜東京藝大130周年記念音楽祭 邦楽絢爛絵巻〜（テレ朝チャンネル2）[150]
- 27日 - 笑って!川柳ショー（BSジャパン）[151]
- 28日
  - マイ・ラスト・ソング〜人生の最後に聴きたい歌は〜（NHK総合）[152]
  - 池上彰と宇宙の旅2018（TBS）[153]
  - 五木ひろし70歳の誓い 〜Hiroshi Itsuki's 70th Birthday〜（BS朝日）[154]
- 29日
  - 映像美で迫る!1200年の伝統神事 国府宮はだか祭（テレビ愛知）[155]
  - 超体感!エクストリーム・ミッション（NHK総合）[156]
  - 草彅剛の"ニュースな街に住んでみた!"（NHK総合）[157]
  - 役者旅〜自由すぎダンディ達のイタリア〜（関西テレビ）[158][159]
  - 京都で縁結び!名取裕子&檀ふみの二人旅（BS日テレ）[160]
  - 最後のダ・ヴィンチ作品 サルバトール・ムンディ 世紀の大発見!!甦ったキリストの謎（BS朝日）[161]
  - 人工知能が未来を変える!AI大解剖スペシャル（BS-TBS）[162]
- 30日
  - 潜れ!さかなクン（NHK総合）[163]
  - 大谷翔平超解剖!スペシャル（NHK総合）
  - 池上彰×ナゴヤ 名古屋の経済を楽しく学びまショー（東海テレビ）[164]
- 31日
  - プロの仕事現場で発見!あなたも使いたくなる!凄ひみつ道具（テレビ東京）
  - 世界!テッパン超えの旅（TVQ九州放送）[165]
  - ご本人をさらに深堀り!ニュースな主役（東海テレビ）[159][164]
  - 永訣!西部邁〜生き方としての死に方をめぐって〜（TOKYO MX1）
  - ダーウィンの海〜超巨視的産業学〜（NHK BS1）[166]
  - イヌと人の奇跡の物語「イヌと人 3万年の物語〜絆が生んだ最強の友〜」（NHK BSプレミアム）
  - あなたの下着見せてください〜プロも驚く女性たちの真実〜（NHK BSプレミアム）
  - モーニング娘。まるっと20年スペシャル!（NHK BSプレミアム）[167]
  - 明治150年「建築巨人」伊東忠太からの伝言〜いま、妖怪が語り始めた〜（BS-TBS）
  - 巨大魚 冬の陣（BSフジ）[168]

### 4月放送
- 1日
  - eSports Revolution 〜イーレボ〜（3月31日深夜、朝日放送テレビ）[169]
  - 旅する落語（フジテレビ）[170]
  - 眠る村〜名張毒ぶどう酒事件 57年目の真実〜（東海テレビ）[171]
  - RADIO FISH 2017-2018 TOUR "Phalanx"（WOWOWライブ）[172]
- 2日 - 歴史秘話 ガンダムヒストリア（1日深夜、NHK BSプレミアム）[173][174]
- 4日 - ルートプレゼンター〜トルコ・アンタルヤ〜（NHK BSプレミアム）[175][176]
- 7日
  - クリエイターがヒラメイター!ダヴィンチの遺伝子（6日深夜、朝日放送テレビ）[177]
  - あの人はこう見てた（テレビ朝日）
  - 偉人のお墓で待ちましょう〜アナ雪を手がけた日本人&幕末の末裔に墓で出会えたSP〜（TBS）[178]
  - 追悼 日高晤郎さん 良く笑えた日は佳い一日だ（札幌テレビ放送）
  - 超絶景を撮れ!ドローンX〜北海道・道東編〜（NHK BSプレミアム）[179]
- 8日 - 日本一なら出来るかな?（日本テレビ）[注 5][180][181]
- 11日 - ニッポンに蒸気機関車が走った日（NHK BSプレミアム）[182]
- 12日 - 告白!THE生き証人（TBS）[183]
- 14日
  - 離島に出張 全部配達します（テレビ朝日）
  - 駐妻は見た!（テレビ朝日）[184]
  - まさかの新発見!春の沖縄おさんぽ旅（関西テレビ）[185]
- 15日
  - 遥かなる父の国へ〜ベトナム残留日本兵家族の旅〜（14日深夜、NHK BS1）[186]
  - THEドキュメンタリー 終活（BSフジ）
- 18日
  - 何でこんな本出しちゃったんですか?（日本テレビ）[187]
  - TeNY報道特番 米山知事辞職へ（テレビ新潟）[188]
  - 菊と桜 もうひとつの御所 京都・仁和寺（NHK BSプレミアム）[189]
- 21日
  - プーシキン展開幕スペシャル 水谷豊の絶品名画探訪（テレビ朝日）
  - 運命のカウントダウン〜ラストデイ〜（テレビ朝日）[190]
  - 傑作か、それとも…京都 大徳寺・真珠庵での格闘（NHK BSプレミアム）
  - トイレの話 大なり小なり（NHK BSプレミアム）[191]
- 22日
  - 羽生結弦仙台凱旋パレード関連番組
    - 生中継!羽生結弦選手 仙台をパレード〜オリンピック2連覇の偉業を讃えて〜（NHK仙台放送局 / NHK総合）[192]
    - 祝2連覇!羽生結弦仙台凱旋パレード完全生中継（東北放送）
    - パレード生中継!羽生結弦選手 感動をありがとうSP（ミヤギテレビ）

（東日本放送、仙台放送で放送される番組はこちらを参照）
  - 口をそろえて!〜アノ人もアノ人もアノ人も言ってました〜（日本テレビ）[注 5]
  - 昔のケータイ、電源入れてみませんか?（テレビ東京）
  - てくてく俳句百景（BS朝日）[193]
- 24日
  - 追悼 衣笠祥雄さん（中国放送）[194][195]
  - 永平寺 禅の世界（NHK BS1）[196]
- 28日
  - 地球メシ〜しんどくてうまい!究極の一皿〜（NHK総合）[197]
  - 開封!プレゼントX（テレビ朝日）[198]
  - Qリオス（フジテレビ）
  - 千原ジュニアの輝け!KANSAI美味いもんアワード2018（朝日放送テレビ）[199]
  - 中国秘境 四川美人谷（NHK BSプレミアム）[200]
  - セカンドの美学（NHK BSプレミアム）[201]
  - 稲森いずみ&舟山久美子のAlohaタイム ロコに教わる美的HAWAII（BS日テレ）[202]
- 29日
  - クセが強すぎる!幸(さっちー)家族（日本テレビ）[注 5]
  - デザイナー高田賢三の料理人〜中山豊光〜（BSフジ）
- 30日
  - 超実践!発達障害"困りごと"とのつきあい方（NHK総合）
  - さらなる高みへ 〜囲碁七冠・井山裕太〜（NHK総合）
  - ゼロからわかる皇室&元号SP（NHK総合）
  - クレイジーズ 世界を変える物語 ココ・シャネル（NHK総合）[203]
  - 松井秀喜 メジャー挑戦を語る（NHK BS1）[204]

### 5月放送
- 2日 - ザ・パワーマップ!〜アノ業界のリアルな力関係が一目瞭然〜（1日深夜、日本テレビ）
- 3日 - 月へ、夢を〜月面探査レースに挑んだ若者たち〜（NHK BS1）[205]
- 4日
  - ゴールデンまなびウィーク特別企画 世界でたったひとつのプレミアムテスト（日本テレビ）[206]
  - トリニティ・アイリッシュ・ダンス〜世界を魅了する脚〜（テレビ東京）
  - ウンナン出川バカリの超!休み方改革〜1秒でも無駄にしない!やりたい事全部やる休日SP〜（フジテレビ）[注 9][207]
- 5日
  - かいけつゾロリ〜作者・原ゆたかのハラハラのひみつ〜（NHK総合）[208]
  - ゴールデンまなび大賞（日本テレビ）[206]
  - 陣内智則が直撃訪問!絶対欲しくなるでショー（TBS）[209]
  - よしもと×ホリプロコムのコラボ新喜劇〜よしもと砦の戦い〜（BSフジ）[210]
- 6日
  - B面政治家（日本テレビ）[注 5]
  - 三和 人材市場〜中国・日給1500円の若者たち〜（NHK BS1）[211]
- 12日
  - コトノハ図鑑（11日深夜、毎日放送）[212]
  - 松岡修造のテニス合宿20周年スペシャル〜錦織圭が目覚めた本気のコトバ集〜（テレビ朝日）
  - ミリオンチャンス 突然わが家に100万円（TBS）[213][注 13]
  - 家族まるごと韓国チェジュ島テンションMAX旅!（関西テレビ）
  - 歌手デビュー50周年特別企画 前川清オールヒット決定版（BS-TBS）
  - 江利チエミ波乱の真実 栄光と苦難の壮絶人生（BSフジ）
- 13日
  - ゲンキな国に学べ!世界の(秘)健康法（東海テレビ）[214]
  - 作曲家・船村徹 魂の旋律20曲!"みだれ髪"から"矢切の渡し"まで（BS朝日）[215]
- 14日 - 運動会!ザ・ワールド 世界でニッポンの運動会やってみたらどーなる!?（テレビ東京）[216]
- 19日
  - DANCE ALIVE HERO'S FINAL 2018（18日深夜、テレビ朝日）[217]
  - 東出昌大&森川葵が"フランスの楽園"でド迫力の"世界ラリー"観戦旅（テレビ朝日）[注 20]
  - 親の顔見たい!ザ・ワールド（毎日放送）[218]
  - ダイワハウスpresents KEY PERSON〜日本の世界遺産を守る〜（テレビ大阪）[219]
  - きよしのまるごといただきます!2018春・淡路島（朝日放送テレビ）[220]
  - 生中継!英国ロイヤルウェディング〜"ハリーとメーガン"王室の新時代へ〜（NHK BS1）[221][注 21]
- 20日
  - 日の丸プレゼンター（日本テレビ）[注 5]
  - 伊藤淳史のサウジアラビア紀行（テレビ東京）
  - 特別展"人体"神秘への挑戦（NHK BSプレミアム）
  - 波瀾万丈!涙と笑いの社交ダンス（BSフジ）[222]
- 23日 - 堤真一×アメリカ謎の古代遺跡〜先住民3000年の記憶〜（NHK BSプレミアム）[223]
- 25日 - 地元で発見!こんな所にスゴイ人 銅像スター調査隊!（東海テレビ）[224]
- 26日
  - 無駄だと思ったら…実はスゴかった!〜世代ギャップ前向き解消バラエティ〜（テレビ東京）[225]
  - 大阪アースダイバー 〜ケンコバ的歴史発掘手帖〜（関西テレビ）[226]
  - 家族になろうよ（NHK BSプレミアム）[227]
  - 今こそ知りたい!麗しのマレーシア〜感動&発見の旅〜（BS朝日）[228]--2018年5月21日 (月) 08:40 (UTC)
  - 布施明 LIVE2017-2018 ROUTE70 -来し方行く末-（BSフジ）[229]
- 27日
  - 大人のアクティブ・ラーニング 人生相談ラボ!（26日深夜、NHK BS1）[230]
  - 矢部&大輔のおまかせタクシー裏ガイド旅in函館（関西テレビ）[231]
  - 仰天!!知られざる日本のスゴイ掃除〜徹底追跡!アレこうやって掃除してたんだ!!〜（フジテレビ）[注 7]
  - 2018年宇宙の旅（BSフジ）[232]
  - 生中継!FUKUYAMA MASAHARU DOME LIVE 2018 -暗闇の中で飛べ-（WOWOWプライム）[233]
- 30日 - 滝沢秀明の火山探検紀行〜巨大カルデラの謎に迫る〜（NHK BSプレミアム）[223]
- 31日 - モニストワール〜自分史クライマックス劇場〜（BS朝日）[234]--2018年5月21日 (月) 08:40 (UTC)

### 6月放送
- 1日 - 2018 FIFAワールドカップロシアサッカー最強番付〜秘蔵映像!スキャンダル!スター衝撃の今…禁断の裏話大放出SP（フジテレビ）
- 2日
  - 開局65年記念番組 日本テレビ+ルーヴル美術館 その顔が見たい!（日本テレビ）[235]
  - 世界が変わる!?ニッポンのたくら民（テレビ朝日）
  - 上杉みちのシルク・ドゥ・ソレイユ キュリオス大冒険（フジテレビ）[236]
  - 時代おくれ解消バラエティー NEWモン!未来塾（朝日放送テレビ）
  - 中四国イケ麺パラダイス!つる〜り&するっと食べつくせ!!（あいテレビ / JNN中四国6局ブロックネット）[237]
  - 世界の王室が愛した豪華列車（NHK BSプレミアム）[221]
  - パナソニックスペシャル 「分断と対立」から「融和と共存」へ〜奥州藤原氏が描いた今日への伝言〜（BS朝日）[238]
- 3日
  - 都会で踏ん張る!!ワンダ古ハウス〜住み続ける理由は何ですか?〜（日本テレビ）[注 5]
  - 終着駅からはじめちゃう?!〜満腹&ハプニング!サンドが行くローカル線〜（仙台放送）[239][240]
- 6日 - 密着!プリンスたちの学び舎〜スイス・名門寄宿学校〜（NHK BSプレミアム）[221]
- 9日
  - 矢口&アルピー@SHOWROOM ココ★ナイト（8日深夜、読売テレビ）[241]
  - 岡田武史とレジェンドたちが斬るFIFAワールドカップ（NHK BS1）[242]
  - ロイヤルウエディング〜ワインに秘められた物語〜（NHK BSプレミアム）[221]
- 10日
  - THEスターを作った母の魔法SP（日本テレビ）[注 5]
  - 東軍VS西軍 天下分け麺バトル!うどん戦国時代2018夏の陣（山陽放送）[243]
  - 北大西洋から築地まで 追跡!極上マグロ（BS朝日）[244]
  - 家族のSOS!みんなのお悩み相談所（BSジャパン）[245]
- 13日 - サンナのすてきな北欧スタイル（NHK BSプレミアム）[246]
- 15日
  - 限界突破!!〜プロの本気で常識を超えるんじゃ〜（14日深夜、読売テレビ）[247]
  - 通帳見たらスゴかった!気になるあの人のウラ側一挙ご開帳SP（テレビ東京）[248]
- 16日
  - 超!声優通販バラエティー イケボde生ポシュレww（日本テレビ）[249]
  - 全部ワタシが問題です（テレビ朝日）[250]
  - 日本で流行したアレ 秘境の民族に渡してみた（TBS）[注 13]
  - 達人伝授!暮らしのイイネ（テレビ大阪）[251]
- 17日
  - 出張!加藤浩次の1億総コメンテーター（日本テレビ）[注 5]
  - あなたの街で新発見! 解決 ご近所キニナ〜ル（テレビ東京）[注 11][注 22]
  - 幸せはリンクの中に 〜浅田真央 人生の第2章〜（東海テレビ）[252]
  - ツッコむん会〜我々、あの案件見逃しません!〜（朝日放送テレビ）[253]
- 18日 - 生放送!AKB48緊急会議（フジテレビNEXT）[254]
- 20日 - 悪女伝説 〜皇妃 エリザベート／女スパイ マタ・ハリ〜（NHK BSプレミアム）[255]
- 22日（21日深夜） - やっちまったヒストリー（読売テレビ）
- 24日
  - 名医20人があなたの健康法を徹底議論!! ザ・ドクタージャッジ（フジテレビ）[注 6][256]
  - あなたの人生半分損してます 開眼!ダマサレストラン（朝日放送テレビ）[仮 1]
  - 長谷川潤inパリ 皇妃ジョゼフィーヌの愛したバラと宝石（BS朝日）[257]
  - ミュゼ・ドゥ・ももクロ アート箱推しSP（テレ朝チャンネル1）[258]
  - もう1度、騎手になりたい。ガンと闘ったどん底ジョッキー（23日深夜、関西テレビ）[259]
- 25日 - ヤバいいハワイ（24日深夜、関西テレビ）[260]
- 26日 - 所&磯田ニッポンの謎 〜ふたりでスッキリさせちゃいましょうSP〜（関西テレビ）[261]※パイロット版
- 29日
  - 豪華芸能人まさかのOK!?ミラクルオファー（28日深夜、読売テレビ）
  - 銀嶺の空白地帯に挑む〜カラコルム・シスパーレ〜（NHK総合）[262]
  - 栄光か?転落か? FIFAワールドカップ 人生激変した日本代表大追跡SP（TBS）[263]
- 30日
  - 猫にまた旅 〜椎名林檎・MIKIKO・西加奈子 ロシアを行く〜（NHK総合）[264]
  - オンナのビューティーあるある総選挙〜厳選アイテムで女子力UPせよ〜（フジテレビ）
  - 鶴瓶&なるみのテレビのコト聞いてみよ!（関西テレビ）[265]
  - 出張!2丁目が走る（NHK BSプレミアム）[266]

### 7月放送
- 1日
  - みんなの大喜利（日本テレビ）[注 5]
  - ABCお笑い夏フェス（朝日放送テレビ）
- 3日 - アノ人が解禁告白!私、地獄を見ました〜どん底からの逆転生還ストーリー〜（関西テレビ）[267][268]
- 6日
  - 桂歌丸さんをしのんで（NHK総合）[269]
  - 緊急スペシャル 教祖麻原ら7人死刑執行 日本が震えたオウム事件の〝真実〟（フジテレビ）[注 9]
- 7日
  - 日本一お腹が空くレストラン（テレビ朝日）
  - 真矢ミキの夢に挑んで〜人生を変えたコーラスライン〜（TBS）
  - 名曲誕生!作曲家・浜圭介物語〜舟唄そして石狩挽歌〜（BS-TBS）
  - なにわの名曲 紅白歌合戦（テレビ大阪）[注 23][270]
- 8日
  - 私、コレで成功しました〜密着!富女子2018〜（日本テレビ）[注 5]
  - Heroes & Future 2018 in NAGANO（BS朝日）[271]
- 11日 - ある日、手紙は突然に（NHK BSプレミアム）[272]
- 13日
  - お客様は知っている!SHIHOがハワイの自宅を初公開!細川たかし異常なエルメス愛（フジテレビ）[注 9][273]
  - 初対面トークショー!!内村カレンの相席どうですか（フジテレビ）[仮 2][仮 3]
- 14日
  - いざルーヴル展へ!移動黒板 六本木アート&肉SP（日本テレビ）
  - 映画『BLEACH』〜キャストがひょっこり大集合〜（テレビ東京）
  - CREW191 フツーの7人が挑んだ火星移住実験（NHK BS1）[274]
  - 完全生中継!伊勢神宮奉納花火〜夏を彩る神都のきらめき〜（BS-TBS）[275]
- 15日
  - 地球に生きる仲間たち!絶滅危惧種に会いに行こうinアフリカ（RKB毎日放送）[276][277]
  - Veryカープ!常勝帝国への道!〜鯉戦士たちの熱き魂〜（中国放送）[278]
- 16日
  - ロマサガの魅力を新たにサガせ!（15日深夜、BSフジ）[279]
  - 土偶ミステリー〜日本最古のフィギュア その謎に迫る〜（NHK総合）[280]
  - ドキュメンタリー 透明なゆりかご（NHK総合）[281]
  - 世界最大級!ラオス 絶景の未踏洞窟に挑む（NHK総合）[282]
  - 緊急総選挙!FIFAワールドカップ日本人が選んだ歴代カッコいい選手ランキング（TBS）
  - これが原点!オペラ座の怪人 ケン・ヒル版（テレビ東京）
  - 常夏の宮古島満喫旅!〜王道&穴場教えちゃいます!〜（テレビ愛知）[283]
  - キャイ～ン天野のおかず放浪記withウド（テレビ愛知）[284]
  - 蛭子&佳菜子の金沢・能登 笑顔の旅（テレビ愛知）[285]
  - 日本人とお茶の物語〜おもてなしの誕生〜（朝日放送テレビ）[286]
- 17日 - タダでもらえる家だけ不動産 0円ハウス（テレビ東京）
- 20日
  - 黒電話会議（19日深夜、BS日テレ）
  - 進撃の声優 大集合!（NHK総合）[287][注 24]
  - お金のモメごと解決します。今すぐ使えるHOW TO マネー（フジテレビ）[注 9]
  - グルメde相棒 名脇役が世界を変える!（ミヤギテレビ）[288]
- 21日
  - 激走!おつかいママチャリーズ（南海放送）[289][290]
  - 世のため人のため! すけっと呼んだら何人くるか?（日本テレビ）[注 15][291]
  - これがラスト!平成サマーバケーション 大満喫SP（TBS）
  - 女たちのガイロク〜人生最大のピンチ そのとき、あなたは?〜（NHK BSプレミアム）[292]
  - 女子旅 ハワイLOVERS 〜オアフの魅力100%〜（BS日テレ）[293]
  - 藤井フミヤスペシャル 岡山で観た。本当の桃太郎伝説!（BSフジ）[294]
  - セブチの休日〜SEVENTEENがフジテレビにやってきた〜（フジテレビTWO）[295]
- 22日
  - 出川哲朗のこれがMAX（21日深夜、フジテレビ）
  - 歩王〜ウオーキング〜（日本テレビ）[注 5]
  - 特捜!激撮!張り込みマネースコープ（フジテレビ）[注 6]
  - 勘三郎が遺したもの〜中村勘九郎・七之助 古き芝居小屋を巡る旅（BSフジ）
- 26日
  - 日本一の海中空大花火!柏崎まつり生中継〜日本海に咲く!海の大花火大会〜（BSフジ）[296]
  - JTB presents シンデレラの冒険（BSスカパー!）[297]
- 27日
  - みんなで学んで楽しくお参り!おてらツアーズ（東海テレビ）
  - 乃木坂46佐藤楓の世界バドミントンが46倍楽しくなるTV（テレ朝チャンネル1）[298]
- 28日
  - ふるさとのジュンバン（テレビ朝日）[299]
  - ヤバい家、修復します（TBS）[注 13][300]
  - NON STYLEのふるさとワーキングホリデー（テレビ東京）
  - 実は○○で食べてます（関西テレビ）[301]
- 29日
  - 有吉ダマせたら10万円 この詩は相田みつを作?バカリズム作?（フジテレビ）
  - Why?強くなった?卓球ニッポン（NHK BS1）[302]
  - もう悩まない!糖尿病新時代 〜あなたにぴったりな治療を考えてみませんか?〜（BS朝日）[303]
  - 葉加瀬太郎・高嶋ちさ子・古澤巌 3大ヴァイオリニストコンサート2018（BS朝日）[304]

### 8月放送
- 1日
  - テレビ新次元 4K 8K放送まもなくスタート!!（NHK総合）[305]
  - 早坂暁を探して〜桃井かおりの暁さん遍路〜（NHK BSプレミアム）
- 3日
  - 出川哲朗の病院の歩き方（フジテレビ）[注 9][306]
  - 生中継!青森ねぶた祭 ほとばしれ!北国の魂（青森放送・BS日テレ）[307]
- 4日
  - 新世代Mの逆襲〜部下と上司が入れ代わる〜（NHK総合）[308]
  - 関西人甲子園伝説（NHK大阪放送局 / NHK総合）[309]
  - 人気芸人が屋台を開店!博多はなまる屋台道（福岡放送）[310][注 25]
  - ヒロミ☆あさこの通販プライスバトル!!（日本テレビ）[311]
  - 街録アンケートクイズ 今の日本こうなんだ!（TBS）第1回放送[注 13]
  - 積水ハウスpresents 西本智実が奏でる悲恋〜バレエ「ロミオとジュリエット」〜（テレビ東京）[312]
  - サンドウィッチマンのNG調査団!!（フジテレビ）[313]
  - マジカル・マイノリティー・ツアー〜世界の驚きと出会う旅〜（NHK BSプレミアム）[314]
  - 大人のワイド!ウィークエンド・ラウンジ（BS-TBS）[315]
- 5日
  - バタフライ・エフェクト〜歴史的妄想のススメ〜（フランス語版）（NHK BS1）[316]
  - 内村&さまぁ〜ずの初出しトークバラエティ!笑いダネ（日本テレビ）[注 5][注 26]
  - 終戦スペシャル 学徒出陣〜大学生はなぜ死んだ? あの戦争を忘れない…（TBS）[317]
  - ラスト平成夏休み!究極の自由研究発表SP（TBS）
  - 神ワザ!修復人〜それ絶対直します!〜（テレビ東京）[注 11]
- 7日 - リモコンWARS〜今夜日本の大事なものとられます〜（NHK総合）第1回放送[318]
- 8日
  - 美ら海 ドローン大滑空〜沖縄・八重山諸島〜（NHK総合）[319][注 27]
  - 40周年プレミアム クローズアップ!サザン（NHK総合）[320][321][注 28]
  - 美しき海の墓場トラック島〜戦時徴用船の悲劇〜（NHK BSプレミアム）[322]
- 9日
  - ジブリのうた（NHK総合）[323]--2018年8月6日 (月) 13:13 (UTC)出典追加など
  - 病院ラジオ（NHK総合）第1回放送
  - QAB緊急報道特番 翁長知事 逝く（琉球朝日放送）
- 10日 - WHK〜私たちが本気で殻を破るTV〜（NHK BS1）[324]
- 11日
  - ニッポン漂流物大調査 どうしてこれが海岸に?（TBS）[注 13][325]
  - 学校に帰ろう。（テレビ東京）[326]
  - ライセンスの真夏だ!めちゃ得リラックス〜癒やしの秘密を大公開SP〜（読売テレビ）
  - 平成の大修理 落慶法要記念特別番組 国宝瑞巌寺 永遠なれ FOREVER（東日本放送）[327][注 29]
  - まいど!修繕屋です（NHK BSプレミアム）第1回放送[329]
  - 僕たちのワールドカップ〜スペシャルオリンピックス ユニファイドカップ シカゴ挑戦記〜（BS日テレ）[330]
  - 東京花火大祭〜EDOMODE〜2018（BSフジ）[296]
- 12日
  - はじめまして!一番遠い親戚さん（日本テレビ）[注 5][注 30]
  - Perfume"Future Pop"スペシャル〜MV Selection〜（WOWOWライブ）[331]
- 15日
  - 「富山のスターになりなさい」朝乃山名古屋場所までの1,440時間（チューリップテレビ）[332]
  - 異界百名山〜体験者が語る不思議な話〜（NHK BSプレミアム）[仮 4]
- 16日 - 大中継!にっぽんのお盆（NHK BSプレミアム）[仮 4]
- 17日 - くらべるマネー（フジテレビ）[注 9][注 31][仮 3]
- 18日
  - たとえBAR（NHK総合）[333]
  - 今回のみ例外を認める（TBS）[注 13][334]
  - 関根勤御一行様!!日本縦断!弾丸うまいもんツアー（TVQ九州放送）
  - 至極の楽園 世界の海をのぞいて見よう!（BS日テレ）[335]
- 19日
  - 崖っぷちホッケー美女の挑戦〜密着!ロンドンW杯 天国と地獄〜（テレビ東京）
  - 訳あり人の駆け込み寺〜明日は我が身〜（関西テレビ）[336]
- 22日
  - Zooっと見ナイト☆生中継!夜の動物園（NHK総合）[仮 4]
  - ロバート秋山 360度カメラ水族館を泳ぐ（NHK BSプレミアム）[337]
- 25日
  - 消費者第一主義バラエティー　コスパ!（NHK総合）
  - 崖っぷちの淵子!（NHK総合）[338]
  - 印象カエルセミナー（テレビ朝日）
- 29日 - これが恐竜王国ニッポンだ!（NHK BSプレミアム）

### 9月放送
- 1日
  - 花嫁は見た!絶対トクする凄技列伝（テレビ愛知）[339][340][341]
  - 開局35周年 大感謝祭 5時間ぶち抜き!ガチ生SP（テレビ愛知）[339][340][342]
- 2日　
  - 俳優・津川雅彦さんをしのんで（NHK総合）[343]
  - 空飛ぶかつおぶし〜海外のシェフに渡したら、こんな料理になりました〜（静岡放送）[344]
  - この山、ぜんぶ食べちゃいました!（フジテレビ）
  - 人とAIが戦ってみたらこうなった!人類マサル?オトル?（関西テレビ）
  - きよし・ヘレンの50年もつんか?（読売テレビ）
  - 谷村新司のニッポンのザンテイ世界遺産の旅 京都・天橋立を往く!絶景&ミステリー（BS朝日）[345]
  - 健康科学ミステリー!"若返り"医療最前線（BS-TBS）[346]
- 3日 - 昭和歌謡 ふたりの絆!作曲家 古賀政男×遠藤実 珠玉の20曲（BS朝日）[347]
- 5日
  - 新井貴浩引退表明 緊急特番（中国放送）[348]
  - カープ新井貴浩引退表明特番 〜ファンに愛された男〜（広島ホームテレビ）
- 8日
  - ボイメン!KANPAIハシゴ酒（7日深夜、テレビ朝日）[349]
  - よみがえる藤田嗣治〜天才画家の素顔〜（NHK総合）[注 32][350]
  - 骨からスゴイこと分かりました（TBS）[注 13][351]
  - 京都・醍醐寺〜守り継がれた宝たち〜（テレビ東京）
  - プロがうなった極選アイテム（フジテレビ）
  - やりきる学園（テレビ愛知）[339][340]
  - ミヤギテレビ報道特別番組「移住者」が描く、被災地の明日〜東日本大震災から7年半〜（ミヤギテレビ）[352]
  - 水がうるおす奇跡の大地〜門脇麦がゆく釧路湿原〜（NHK BSプレミアム）
  - テレビ万華鏡 私にはこう見えた!（NHK BSプレミアム）
  - 石川さゆり 天城越え ふたり旅（BSフジ）
- 9日
  - 僕のeスポーツ宣言（TBS）[353]
  - 空から村人発見!パシれ!秘境ヘリコプター（テレビ東京）[注 11]
- 12日 - 魂のドッキリ映像SP EXILE史上最悪の1日（TBS）[注 14]
- 15日
  - やり直して儲けた人（テレビ朝日）[354]
  - それ、もったいなくない?〜家庭のムダを大改革スペシャル〜（テレビ大阪）[355]
  - TOKYOキラキラトラベル 東京に行ってしてみたいコト!!（ミヤギテレビ）[356]
  - 日仏友好160年 とことんフランス! 魅惑の5時間スペシャル（NHK BSプレミアム）[357]
- 16日
  - 99%の人が行かないニッポン〜1%の観光客ってどんな人?〜（日本テレビ）[注 5]
  - 出川澤部の見知らぬ二人が人生交換したら○○がわかった!（CBCテレビ）[358]
  - 世界初!24時間ゴルフバーディ数ギネス記録に挑戦!!inフィンランド（BSフジ）
- 17日
  - のぞき見ドキュメント 100カメ（NHK総合）
  - 関ジャニ∞のグッとくる!カンパニー〜こんな会社で働きたい!〜（RKB毎日放送）[359]
- 18日 - これで見納め!安室奈美恵引退スペシャル!!〜最後の1年と最後の1日に独占密着〜（日本テレビ）[360]
- 22日
  - NHK×日テレ同時生放送! テレビ65年 スポーツのチカラ（NHK総合・日本テレビ）[361]
  - 脳力をあげる10の方法（日本テレビ）[注 15]
  - 世間のナマ声飛び込み調査 キキコミ!（毎日放送）[362]
  - 僕の写真を知りませんか?〜有名人"自分が写った写真"探しバトル（テレビ東京）
  - えいがの噺（テレビ東京）
  - 災害レスキューSP未公開映像!カメラがとらえた救出の瞬間　自衛隊救助部隊の闘い（フジテレビ）
  - 東山魁夷 青の旅路 〜山雲濤声への道〜（テレビ大阪）[注 33][363]
  - アラン・ドロン ラストメッセージ 〜映画 人生 そして孤独〜（NHK BSプレミアム）
  - 鈴鹿F1日本グランプリ30回記念特別番組 鈴鹿に刻まれた最速の記憶そして未来へ（BSフジ）
- 23日
  - プレミアムゴルフ（テレビ東京）[364]
  - 平清盛生誕900年企画　世界を変える清盛脳（TOKYO MX1）
  - 粋な100年LIFE（BSジャパン）[365]
- 24日
  - 東洋医学 ホントのチカラ〜科学で迫る 鍼灸・漢方薬・ヨガ〜（NHK総合）
  - ジミーとふしぎな雑誌たち（NHK総合）[366]
  - SENKOU アジアから世界へ サッカー少年達の熱き夏（テレビ大阪）[367]
- 26日
  - 名曲お宝音楽祭（フジテレビ）
  - ヨーロッパ・魅惑の島紀行（NHK BSプレミアム）[368]
  - 広島東洋カープのセ・リーグ優勝関連
    - カープ セ・リーグ3連覇達成 2018優勝特番（NHK広島放送局）[注 34]
    - Veryカープ!カープ3連覇!V9（中国放送）
    - 勝ちグセ。カープおめでとうV9SP ℃℃℃〜と3連覇（広島ホームテレビ）
- 27日
  - 植物に学ぶ生存戦略〜話す人・山田孝之（NHK Eテレ）[369]
  - 男の本性あぶり出しバラエティ 妄想ふくらむフグ女たち（読売テレビ）[370][371]
  - 両親ラブストーリー「オヤコイ」〜世界一恥ずかしい恋の話。〜（読売テレビ）
  - 人気お天気キャスター大集合!異常気象の真実SP〜ニッポンの未来はこうなる〜（フジテレビ）
  - 船から見たニッポン〜東京シークレットクルーズ〜（フジテレビ）[372]
- 29日
  - Bring the Beat!〜ヤングラップバトル〜（28日深夜、NHK総合）[373]
  - 今日で母国に帰ります（TBS）[注 13]
  - その力、他に応用しませんか?（テレビ東京）
  - いのちにちからをくれる島、沖縄（テレビ東京）
  - よっちょれ!〜よさこいが紡ぐ物語〜（フジテレビ）
  - ウタズキ（フジテレビ）[374]
  - ハチネンマデ〜若手が企画の種から考えました〜（関西テレビ）[375]
  - 開幕直前Bリーグ!けやき坂46のプロバスケ大研究（NHK BS1）
  - 絶景!ヨーロッパの山小屋（NHK BSプレミアム）[376]
  - エレガンスの舞台裏〜パリマダムを彩る世界最高峰の宝飾メゾン〜（NHK BSプレミアム）
  - イグノーベル賞 マジで狙ってみた…（NHK BSプレミアム）
  - ニッポンで何買う?〜密着!インバウンド列島24時〜（BSジャパン）[377]
- 30日
  - 生瀬&小籔のミュート!〜役者VS芸人…究極のアテレコ劇場〜（朝日放送テレビ）[378]
  - 広島テレビ新社屋SP エキキタ元年 広島の未来とともに（広島テレビ）[仮 5]
  - 2分30秒にかける青春!〜チアリーディング日本選手権〜（NHK BS1）[379]
  - BSテレ東始動前夜祭 生放送!秋の激ウマ食材探検隊（BSジャパン）[380]※BSテレビ東京（BSテレ東）社名変更前の最終放送日。

### 10月放送
- 1日
  - 侵入!カワシマエージェンシー（9月30日深夜、関西テレビ）[381]
  - 名前を変えて笑った人泣いた人〜波瀾万丈伝〜（BSテレ東）※BSジャパンからの社名変更初日。
- 2日
  - 若林ノブ秋山の揃いも揃って言ったコト（日本テレビ）
  - 10分間の極限SHOW〜10ミニッツ（関西テレビ）[382]
- 4日
  - おらが県ランキング ダイナンイ!?（テレビ朝日）[383]
  - 世界1億回!!再生動画ベスト354ぜんぶ見る（テレビ東京）[384]
- 5日 - ＃声優ぷらす（NHK総合）[385]
- 6日 - 福くん・花音ちゃんも一緒に!兵動大樹のキュリオス自由研究!（関西テレビ）[386]
- 7日
  - ヒロミーティング〜またTVでいじりたい人たち〜（日本テレビ）[注 5]※第1回放送
  - 巨大コンテナ船に乗せてもらいました!（テレビ東京）[注 11]
  - 災害列島ニッポン その時、何を信じれば（毎日放送）
  - 武井壮・朝原宣治と世界マスターズに挑戦（NHK BS1）
  - はるな愛!徳島三好秘境ツアーズ（BSフジ）[387]
- 8日
  - 極鬼（ゴクオニ）〜鬼ごっこ最強は誰だ!〜（NHK総合）
  - 田舎で見つけた、とびきり人生（テレビ東京）
- 10日
  - これが世界を変えた!関ジャニQ展開!（TBS）[388]
  - 密着!ガサ入れ（テレビ東京）[389]
- 12日 - 世界196ヵ国で家を買う（テレビ東京）
- 13日
  - ダンス-1グランプリ（テレビ朝日）[390]
  - THE 大金星（フジテレビ）[372]
  - 推しボン!〜あなたに効く!著名人の極上ブックガイド〜（NHK BSプレミアム）[391]
  - 激闘!2018世界バレー（BS-TBS）
  - 三宅裕司の自分史ジャーニー（BSフジ）
- 14日
  - 17回連続不合格!?試験に落ちても、落ちても…あきらめきれない人（日本テレビ）[注 5]
  - ハワイの行列店 日本に初上陸しませんか?〜熱海のシャッター商店街編〜（テレビ東京）
  - 鉄道の日SP 海外で第二の人生を送る日本の名車両（BSフジ）[392]
- 15日 - 長嶋一茂と怒れる女たち（関西テレビ）[393]
- 16日 - 爆笑!スライダー（15日深夜、TBS）[394]
- 17日
  - 上田晋也の幻ニュース 報道したかった大賞!（16日深夜、TBS）[395][396]
  - ポール・マッカートニー来日直前SP 独占インタビュー&舞台裏初公開（16日深夜、フジテレビ）
  - NHK杯 輝け!全日本大失敗選手権大会 みんながでるテレビ（NHK総合）[397]
- 18日（17日深夜） - 立派なお家にピンポンしてみた（TBS）[398]
- 19日（18日深夜） - 宝くじ1等超えのスゴイ確率! 幸運サマと不運サマ（TBS）[399]
- 20日
  - 住めば都のリセット人生（福島中央テレビ）[400]
  - マジかっ!!探しもんデンジャラス あなた何者?（朝日放送テレビ）[401]
  - あいち県警 特命笑活係 キャイ〜ンのキケン察知ツアー!（メ〜テレ）[402]
  - 水がうるおす奇跡の大地〜門脇麦がゆく釧路湿原〜（NHK BSプレミアム）[403]
  - 天国からのお客さま（NHK BSプレミアム）[404]
  - 浜口庫之助 素顔と真実〜時を越えた名曲の全て〜昭和歌謡と貴重映像で綴る2時間SP（BSフジ）
- 21日
  - 〜本当は教えたくない〜切り札ツアー!!（日本テレビ）[注 5]
  - お料理クイズバラエティ Qッキング（BSテレ東）
  - AIハチエモン大作戦（関西テレビ）[405]
- 22日 - 約束（NHK総合）[406]
- 27日
  - まるごと体感!奄美・沖縄 奇跡の島々（NHK福岡放送局 / NHK総合〈九州・沖縄〉）[407][注 35]
  - 映画「スマホを落としただけなのに」北川景子ナビゲート SNSの闇を緊急取材SP（TBS）
- 28日 - 秘境の民族&日本人家族“あったか交換ホームステイ”首長族の美女達が来日!（テレビ東京）[注 11]
- 31日 - イマウタ〜Right On! Music〜（BS日テレ）

### 11月放送
- 1日 - 開局まであと1か月!〜これが4K8Kだ!〜（NHK総合）[408]
- 2日 - 史上初!10点の絵画が日本上陸 世紀の天才・フェルメールの罠〜世界から狙われた名画の秘密〜（フジテレビ）[409][410]
- 3日
  - 大型特番 コントの日（NHK総合）[411]
  - 消えたタイムカプセルを探せ!（フジテレビ）
  - 文化の時間〜みんながアレを好きな理由わかりました〜（テレビ大阪）[注 23][412]
- 3日〜4日 - 福岡ソフトバンクホークス日本一特番
  - 祝!日本一"もう1頂!"福岡ソフトバンクホークス!!（NHK福岡放送局 / NHK総合〈九州・沖縄〉）
  - 祝V2達成!〜ホークス日本一スペシャル〜（九州朝日放送）
  - ホークス日本一!!今年も俺らがNo.1スペシャル（RKB毎日放送）
  - 祝ホークス日本一!感動をもう1頂!（TVQ九州放送）
  - ホークス日本一!!今年も俺らがNO.1スペシャル（テレビ西日本）
- 4日 
  - ニュースな人の家が見てみたい!（日本テレビ）[注 5]
  - トレジャーレースinちばアクアラインマラソン（日本テレビ）[注 36]
- 9日 - KIMONO革命〜全世界の晴れ着を創る〜（NHK BS1）
- 10日
  - 世のため人のため!すけっと呼んだら何人くるか?（日本テレビ）[注 15]
  - あのスターに会える!? 魅惑のベストヒット飯（日本テレビ）
  - ようこそ!外国人TVクルー Theロケ地Japan（関西テレビ）
  - テレビ朝日系列中四国ブロック特別番組 瀬戸の夢橋 絶景物語（瀬戸内海放送 / ANN中四国4局ネット）[413]
- 11日
  - eスポーツ 最強は俺たちだ〜激闘!"サッカー日本代表"への道〜（10日深夜、NHK BS1）[414]
  - クイズ!あなたは小学5年生より賢いの?（日本テレビ）[注 5]
  - 超スゴ!自衛隊の裏側ぜ〜んぶ見せちゃいます!（テレビ東京）[注 11]
  - 銀座人ものがたり〜一番の街に生きる〜（BSフジ）[415]
- 16日 - ラップと知事選〜沖縄 若者たちの声〜（NHK BS1）[416]
- 17日
  - ♯神プ研〜ゲーム神プレイ研究会〜（16日深夜、朝日放送テレビ）[417]
  - 和を彩る神々の物語（テレビ大阪）[418]
  - 知ったら戻れないセカイ（フジテレビ）
  - 6男5女 旅するサーカス大家族（NHK BSプレミアム）[419]
  - 山田洋次 87歳 映画に託す思い（NHK BSプレミアム）
  - ドリームホープコンサート2018（BS日テレ）
- 18日
  - 今昔発見バラエティー 旅する ワンダ古ガイドブック（日本テレビ）[注 5]
  - 門外不出!マル秘映像借りました（フジテレビ）[注 6]
- 23日
  - お取り寄せ不可!?列島縦断 宝メシグランプリ（NHK総合）[420][421]
  - 大都会サバイバル（NHK総合）[422][423]
  - 和食の日直前スペシャル がんばる人のチカラになる 愛情料理大作戦（テレビ東京）
  - にっぽん新三大ご当地うどん決定戦（TVQ九州放送）[424]
  - THE北海道!最強ツアー〜極上グルメと幸運を掴み取れ!〜（読売テレビ）[425]
- 24日
  - 中田英寿〜日本酒を世界へ〜（23日深夜、NHK BS1）[426]
  - 発達障害って何だろうスペシャル（NHK総合）[427]
  - 日テレ音楽番組ヒストリー"いつもそこに歌があった"（日本テレビ）
  - ヒロミ☆あさこの芸能人神ギフトGP〜最高の贈り物教えます〜（日本テレビ）[428]
  - おぎやはぎ&大久保の韓国弾丸オトナツアー〜くせもの3人ホンネの旅〜（テレビ東京）
  - 絶景!絶品!絶叫!秋の女子旅KOREA 平昌五輪の地で笑顔旅♪（朝日放送テレビ）[429]
  - さくらと民子、そして…〜山田洋次が描いた家族のかたち〜（NHK BSプレミアム）
- 25日 - THEダメンディ俳優（日本テレビ）[注 5]
- 26日 - こんな私は何を食べればいいですか?（TBS）[430]
- 27日
  - 西野カナ LIVE in 福岡（NHK総合）[431]
  - 叶え!孫ばかドリーム（BSテレ東）[432]
- 28日 - MISIA SOUL JAZZ LIVE〜One Mic，One Band〜（NHK総合）[431]
- 29日 - コブクロ×東京フィル Super Hi-Vision Live〜一夜かぎりのオーケストラ・ナイト〜（NHK総合）[431]
- 30日 - サカナクション LIVE 2017（NHK総合）[431]

### 12月放送
- 1日
  - 4K 8K放送開始記念番組
    - 新4K8K衛星放送 開局式典中継（NHK総合・BS1）
    - いよいよスタート! BS4K・BS8K開局スペシャル（NHK総合・BS4K・BS8K）[433]
    - BS4K放送開始記念・民放4社共同企画 BS4K開始"初"生特番〜日本で最高に美しい映像お見せします〜（BS朝日・BS-TBS・BSテレ東・BSフジ、BS朝日 4K・BS-TBS 4K・BSテレ東 4K・BSフジ 4K）[434][435]
    - だれも見たことがない"ウルトラQ"〜4Kリマスターで見えてくる特撮ドラマの真実（NHK BSプレミアム）

  - "ありがとう"を届けたい 〜浅田真央 アイスショーへの思い〜（NHK総合）
  - 世界最高!?パスタはこれだ（NHK BSプレミアム）[436]
  - あなたのニオイを知りたい!（NHK BSプレミアム）
  - MROテレビ開局60周年特別番組 サンキューMリバディ!（北陸放送）
  - 高橋英樹と真麻の九州ローカル線親子旅〜西郷どんと薩摩路〜（BS11）
- 2日
  - 限界突破!アスリミット（日本テレビ）[注 5]
  - 知らないのは1人だけ〜一言で見方が変わる上映会〜（TBS）
- 3日（2日深夜） - THIS IS 中村俊輔〜語り尽くす40歳の本心〜（テレビ静岡）[437]
- 5日 - バズトレ〜これがあったら年末年始が豊かになるTV〜（BSフジ）
- 7日
  - 有吉のお饅頭が貰える演芸会（テレビ朝日）[438]
  - 長崎に岡田、来る〜ハッピーボーイの誕生日会inハウステンボス〜（朝日放送テレビ）[439]
- 8日 - 軽トラ市〜故郷の思い 荷台に積んで〜（BSテレ東・BSテレ東 4K）
- 9日
  - 柴咲コウのサステイナブルな旅 "森と湖の国" フィンランドへ（RKB毎日放送）[440]
  - 「その日、人生が変わった。」〜サッカーがくれた未来〜（テレビ大阪）
  - 一緒に熱くならないか!（関西テレビ）[441]
  - ご当地自慢 ぶち広島VSいぎなり宮城 どっちがスゲェ県バトル!（中国放送 / 中国放送・東北放送2局ネット）[442][注 37]
  - 厳選名曲を一挙公開!日本レコード大賞60年の歴史（BS-TBS）
  - 海坂藩を作ったひと 藤沢周平（BSフジ）
- 13日 - 徳光・関口・みの・古舘…奇跡の同窓会 司会者だらけのトークSHOW（BS朝日）[443][注 38]
- 15日
  - 舞台女優・黒柳徹子〜さようなら・最後のステージ〜海外コメディシリーズ（テレビ朝日）
  - 映画「ニセコイ」公開記念 豪華キャスト集結!"ニセモノ"見破りますSP（TBS）
  - 映画「グリンチ」公開記念!世界一愛される超ひねくれ者に会えるのか!?SP（フジテレビ）
  - いつか来る大地震への備え〜被災者に学ぶ 本当に必要な準備〜（TOKYO MX1）
  - マジックアワー〜ゴッホが描いた空の光〜（NHK BSプレミアム）
  - 菅田将暉TV（NHK BSプレミアム）[445]
  - ダークヒーローの美学 力石徹（NHK BSプレミアム）
- 16日
  - 矛盾グルメ!罪悪めし（BS日テレ）
  - 神業革命!スーパー4Kマジック〜新時代の超絶ミステリーを見抜けるか!〜（BS朝日・BS朝日 4K）
  - 七回忌追善特別番組 勘三郎が遺した"平成中村座"（BSフジ）
- 17日 - ここDIYしたヤツ天才かよ（毎日放送）[446]
- 18日 - 悪魔の美容術〜禁断の美容法を試した人は今大丈夫なのか?〜（関西テレビ）[447]
- 19日
  - くっきーの"図工の時間"（18日深夜、フジテレビ）[447]
- 20日
  - 一曲NEW魂!!!!（フジテレビ）[448]
- 21日
  - 美少女クエスト（20日深夜、フジテレビ）[447]
  - ニッポンの邪魔モノをお金に変えろSP（テレビ東京）
  - さまぁ〜ずのJK-TV 大人の正解vs女子高生の正解（フジテレビ）[447]
- 22日
  - 22世紀計画 芸能人モヤモヤ事件簿（21日深夜、フジテレビ）[447]
  - “駅伝の甲子園!”全国高校駅伝スペシャル（NHK総合）
  - 時事ネタ王2018〜ニュースVS芸人〜（NHK総合）
  - ニッポン人が見逃した!世界のトップニュース 実録!感涙・泥沼ミステリー（TBS）[注 13]
  - 独占密着!髙橋大輔現役復帰ドキュメント（フジテレビ）
  - 出川と爆問田中と岡村のスモール3（フジテレビ）[449]
  - 見上げればあなたはいつもそこに 祝還暦・拝啓 東京タワー様（NHK BSプレミアム）
- 23日
  - 弘法筆を選ばず（22日深夜、フジテレビ）[447]
  - 衝撃スクープハンター それにはワケがあった（フジテレビ）[447]
  - 木佐彩子が体験!明日をつくる健康メソッド（BSテレ東）
  - 未来のおいしい食卓"農業立国ニッポン"誕生へ（BSテレ東）[450]
- 24日
  - 魚が食べたい!〜地魚さがして3000港〜（BS朝日）[451]
  - 劇団四季&演出家・浅利慶太〜日本の演劇に革命をもたらした男〜（BS朝日）[452]
- 25日
  - 爆笑問題結成30周年記念単独ライブ「O2-T1」一挙放送スペシャル（24日深夜、テレビ朝日）
  - 声〜コブクロ20年目の響き〜（24日深夜、九州朝日放送）[453][注 39]
  - 潜入!日本のアブナイ現場24時 自然の驚異に立ち向かえSP（フジテレビ）[447][注 40]
  - 連笑〜10人連続で笑わせろ!〜（関西テレビ）[447]
- 26日
  - 外国人バイト図鑑（25日深夜、フジテレビ）[447]
  - ゾキミ企業参観!子どもの職場が見たい（BS朝日）[454]
- 27日
  - 悩める前職:アイドルちゃん〜アイドルやめて何するの?〜（26日深夜、テレビ朝日）
  - ＃旅ジョ（26日深夜、テレビ東京）
  - 最高の最下位（読売テレビ）
  - その他の人に会ってみた〜天海祐希の同期宝塚が議員に&紅白初出場の純烈は元力士SP〜（TBS）
  - 指原VS噂の20人 本気で伺います!（フジテレビ）[447]
- 28日
  - もう1人の私に会いたい!（NHK総合）
  - キャスター&記者1000人が選んだ! 平成ニッポンの瞬間映像30（日本テレビ）[455][456]
  - 人生の生前整理バラエティ あとはよろしくお願いします。（テレビ朝日）
  - ホークス ゴルフ&ドッキリ大作戦!（テレビ西日本）
- 29日
  - 直美とノブのお直しさん〜モノを直して人生覗き見!〜（28日深夜、フジテレビ）[447]
  - ラヲタの殿堂〜今一番うまいラーメン選手権2018冬〜（テレビ朝日）
  - マツコ&亨のビューティー言いたい放題（テレビ東京）
  - 馬の贈りもの（テレビ東京）
  - あの人なんで儲かってるの?（フジテレビ）[447]
  - 千鳥の「話の引き出し」（関西テレビ）[457]
  - 動画投稿で生きていく〜クリエイターの新しいかたち〜（TOKYO MX1）
- 30日
  - 竹内力の高齢者応援バラエティ Dr.リキが行く!（29日深夜、フジテレビ）[447][458]
  - 幸せトリガー研究所（29日深夜、フジテレビ）[447]
  - 千鳥の日本で一番しあわせ家族（NHK総合）
  - 運命のクロスヒストリー「徹底捜査 忠臣蔵」（NHK総合）
  - じわじわくる映像アワード2018（日本テレビ）
  - 有田教授と憂鬱な民（日本テレビ）
  - どうしてこうなった?〜今年急上昇!大ヒット・大行列スペシャル（テレビ朝日）
  - ニッポンのココ!〜移住した女たち〜（テレビ朝日）
  - お怒りバンク!有名人の小さな怒りをお金に換えませんかSP!（テレビ朝日、23:59 - 翌31日1:00）
  - 皇室特番 "新時代へ"（TBS）[459]
  - ジャパニーズ in プリズン〜世界の獄中ニッポン人に会ってみた!〜（テレビ東京）
  - 村上信五∞情熱の感動（フジテレビ）[447]
  - 最強スポーツ統一戦（フジテレビ）[447]
  - 小籔の仲裁さん（テレビ大阪）
  - 世界への約束 出会いのチカラ〜ランナー鈴木亜由子〜（東海テレビ）
  - 美川憲一・はるな愛のこの家、スゴイわよ!（テレビ愛知）[460]
  - 鑑定!どうぶつ不動産（NHK BSプレミアム）[461]
- 31日
  - お笑い太鼓判 THE LIVE（30日深夜、日本テレビ）
  - タスイチ+1（30日深夜、フジテレビ）[447]
  - サンド&千鳥のイイ意味でヤバイ夫婦（テレビ朝日）
  - 日本伝えばなし（テレビ朝日）
  - 芸能人密着ドキュメントに潜むたった1つだけのウソ。〜ワンフィクション（テレビ朝日）
  - 医者と暮らしてみた（フジテレビ）[447]
  - あの親にしてどんな子あり!?（フジテレビ）[447]
  - 有名人が情報解禁!千鳥のドッカン!ジブン砲（フジテレビ）[447][462]
  - にっぽん名滝探訪（BSフジ・BSフジ 4K）[463]
- 31日 - 2019年1月1日 - Last平成 CountDown Live in OKINAWA（TOKYO MX1）[464]

## 2回以上放送のシリーズ番組

### 1月放送
- 1日
  - 最強運決定戦SP2018（フジテレビ）[3]
  - 日本で一番早いお笑いバトル!フットンダ王決定戦2018（中京テレビ）
  - 初笑い!朝まで爆笑寄席2018（テレビ東京）
  - この指と〜まれ!2018元旦スペシャル（フジテレビ）※レギュラー終了後初
  - 森田さんのニッポンの初日の出（TBS）[7][465]
  - 新春能狂言 能「草紙洗」宝生流（NHK Eテレ）
  - 第51回初詣!爆笑ヒットパレード（フジテレビ）[3]
  - 究極ガイドTV 2時間でまわる伊勢神宮（NHK総合）[466]
  - 2018新春 ニッポンにぎわいリレー（NHK総合）
  - 熱演!競演!歌舞伎のにぎわい 第38回俳優祭（NHK Eテレ）
  - 志村&所の戦うお正月2018（テレビ朝日・朝日放送）[467]
  - 街道歩き旅!新春SP 新宿〜富士山110キロ（テレビ東京）
  - 2018鶴瓶大新年会（フジテレビ）[3]
  - さんタク（フジテレビ）[468]
  - ウィーン ニューイヤーコンサートに乾杯!（NHK Eテレ）[469]
  - 究極の男は誰だ!?最強アスリート元日決戦!（TBS）[470]
  - ウィーンフィル・ニューイヤーコンサート2018（NHK Eテレ）[469]
  - BS朝日 新春討論5時間スペシャル 未知なる時代への選択〜いま、日本を考える2018〜（BS朝日）
  - 木梨目線! 憲sunのHAWAII12（BSフジ）
  - 笑いの王者が大集結!ドリーム東西ネタ合戦（TBS）[7]
  - ふるカフェ系 ハルさんの休日SP 鹿児島・西郷どんのふるさとへ（NHK Eテレ）
- 1日〜3日
  - 新春落語研究会'18（12月31日・1月1日・2日各深夜、BS-TBS）[471]
  - 日本歌手協会新春歌謡祭（BSジャパン）
- 1日・2日 - Jazz from New York（NHK BSプレミアム）[472]
- 1日(MX)・3日(BS11) - 北斎ミステリー 〜幕末美術秘話 もう一人の北斎を追え〜（TOKYO MX1・BS11）[473]
- 2日
  - 心のベストテン〜2017-2018〜（1日深夜、フジテレビ）
  - 発掘!お宝ガレリアお正月SP（NHK総合）
  - 新春TV放談2018（NHK総合）
  - こいつぁ春から 初芝居生中継（NHK Eテレ）
  - 大人のワイドショー（日本テレビ）
  - 志村&鶴瓶のあぶない交遊録2018（テレビ朝日）[467]
  - 第5回全国小・中学校リズムダンスふれあいコンクール（TBS）[474]
  - 新春!お笑い名人寄席（テレビ東京）[475][476]
  - 伊勢神宮舞楽（東海テレビ）
  - 新春!オールよしもと初笑いスペシャル（朝日放送）
  - 壮だったのか!たけい荘Z ももクロ&ドアラが応援!次世代女子アスリートSP（東海テレビ）[26][477]
  - レッツゴー!タイガースゴルフ2018（サンテレビ）
- 3日
  - 新春生放送! 東西笑いの殿堂（NHK総合）
  - 歴史のへ〜、ほ〜 負けた戦国武将たちの生き残り術（NHK総合）
  - 新春お好み将棋対局（NHK Eテレ）
  - 新春お好み囲碁対局（NHK Eテレ）
  - 第61回NHKニューイヤーオペラコンサート（NHK Eテレ）[469]
  - 桂歌丸81歳 落語暮らし（日本テレビ）[注 41]
  - 林修の歴史ミステリー（TBS）[注 42][7]
  - 同い年のマジですごいやつ〜各業界のカリスマ年男年女大集合〜（CBCテレビ）[7][478]
  - 酒メンタリー正月SP 年男&年女ぶっちゃけ（北海道放送）[479]
  - 2018 TOKYO激戦区 ラーメン食べまくりバトル（テレビ東京）[480]
  - 大正製薬新春スペシャル 演歌の花道2018（テレビ東京）[481]
  - 嵐ツボ（フジテレビ）[3]
  - ビートたけしの私が嫉妬したスゴい人（フジテレビ）[3]
  - 爆笑!2018年こうなる宣言（関西テレビ）
  - 名古屋西川流初舞（東海テレビ）
- 3日(挑戦編)・5日(決戦編) - 巨大マグロ初競り戦争!2018〜マグロに選ばれし勇者たち〜（テレビ東京）[482]
- 4日
  - 世界はたった6人でつながる（テレビ朝日）[467][注 43]
  - 一流有名人の側近から学ぶ驚きの処世術!ソッキング（中京テレビ）[483][注 44]
  - 春一番!笑売繁盛（毎日放送）
  - 関西財界フォーラム2018〜開け、飛躍への扉〜（朝日放送）
- 5日 - 天海祐希・石田ゆり子のスナックあけぼの橋×福山雅治・ウタフクヤマ合体新年会SP（フジテレビ）[3]
- 6日
  - 平成30年消防出初め式（NHK総合）
  - UWASAのネタ（日本テレビ）
  - 古舘トーキングヒストリー2（テレビ朝日）[467][484][注 45]
  - 思わず二度見したくなる衝撃(秘)映像ショー 二度見シアター（フジテレビ）[3]
- 7日
  - ダイワハウススペシャル プロ野球No.1決定戦!バトルスタジアム（読売テレビ）
  - もうひとつの箱根駅伝（NHK総合）
  - あなたのゴミがお宝に!平成のリサイクル密着24時（テレビ東京）[476][注 46]
  - 藤井聡太15歳（東海テレビ）[26][注 47]
  - 旅MAX〜山里の魅力創造社〜（CBCテレビ）[485]
- 8日
  - 日本サッカー新時代〜2018年への旅〜（7日深夜、テレビ朝日）[467]
  - 45th NEW YEARS WORLD ROCK FESTIVAL（7日深夜、フジテレビ）
  - 疾風怒涛の"KABUKI"者 市川海老蔵にござりまする。（日本テレビ）[486][注 48]
  - さんま・玉緒のお年玉あんたの夢をかなえたろかスペシャル（TBS）
  - なるほど!ザ・ワールド〜日本人がまだ知らない!ナゾだらけの国!スペシャル〜（フジテレビ）[487]
  - 美空ひばり 特別企画 大晦日・紅白と大勝負!昭和48年〜52年 伝説の"新宿コマ劇場ライブ" 第二弾（BS朝日）[488][注 49]
- 8日（前半）・9日（8日深夜、後半） - NHK WORLD Presents SONG OF TOKYO（NHK総合）[489][490][注 51]
- 9日
  - さまぁ〜ずコントTV（8日深夜、フジテレビ）[492]
  - 若き音楽家たちのクラシック〜第22回江副記念財団リクルートスカラシップコンサート（BSジャパン）
- 10日 - 今夜解禁!アスリート運命の1日〜そこには家族の絆があった〜（テレビ東京）
- 11日 - タクシードライバーが選ぶ!本当に美味いラーメン〜麺聖地食べまくりSP〜（BS日テレ）
- 12日・19日 - 大沢たかお インカ帝国 隠された真実に迫る（BS-TBS）[493]
- 13日
  - 肉好き女子 東北肉ざんまい（ミヤギテレビ）[494][注 25][注 52]
  - 第45回JALホノルルマラソン（TBS）[495]
  - ぐるっと赤道 3時間スペシャル〜宇宙から見た絶景×楽園の人々〜（NHK BSプレミアム）[496]
- 13日（総合）・17日（BS1） - ありがとう星野仙一さん 〜闘将がのこした言葉〜（NHK名古屋放送局 / NHK総合（東海3県・静岡・北陸3県・岡山）・BS1）
- 14日
  - 緊急車両24時（テレビ東京）[注 46]
  - プロ野球SP 伝説の好珍プレー一挙公開!!2018（BS日テレ）
- 17日
  - 阪神・淡路大震災関連番組
    - 阪神・淡路大震災23年 遺児たちはいま（NHK総合）[注 53]
    - この瞬間に祈る（関西テレビ）
    - 阪神・淡路大震災1.17のつどい〜あの日からそして未来へ〜（サンテレビ）
- 20日
  - 目指せ絶景!露天風呂トラックの旅2（広島テレビ）[497][注 25][注 54]
  - 第28回JNN企画大賞 大ナスカ〜最後の謎〜（テレビユー山形）[498]
  - 健康の秘訣とは!（テレビ東京）
  - 人志松本のすべらない話32（フジテレビ）[注 7][499]
- 21日 - 激セマ繁盛店!2018〜ギュウギュウだけど超まいうー!〜（テレビ東京）[注 46]
- 23日 - 友近・礼二の福岡を旅してみたらこうなりました2018冬（テレビ西日本）[注 55]
- 24日 - ダイワハウススペシャル ネイチャー&ヒューマンスペシャルシリーズ第7弾 わたしの家は雲の上 〜南信州下栗 家族ものがたり〜（BS朝日）[500]
- 26日 - さんま岡村が日本の長さんのここだけの悩みききましょか!?SP（日本テレビ）[注 56]
- 27日
  - 濱田岳と地上最大獣 アフリカゾウと過ごした8日間（CBCテレビ）[501][注 57]
  - 昔ココ住んでました!っと芸能人がいきなり訪ねるTV2（テレビ東京）[502][注 58]
  - 音楽の源流〜御食国の鼓動〜（三重テレビ）※最終回[503]
  - 布遊びって楽しい! 〜徹底紹介 第17回東京国際キルトフェスティバル 布と針と糸の祭典〜（NHK BSプレミアム）[504]
- 28日 - これが東北魂だ タコ愛（東北放送）[505]
- 29日 - レペゼンLOCAL 地方創生×HipHop vol.2（北海道放送、28日深夜）[注 59]
- 29日〜31日 - 旬感☆ゴトーチ!（NHK総合）※パイロット版

### 2月放送
- 2日（1日深夜）、9日（8日深夜） - 名古屋発!♯調べたガール（CBCテレビ）
- 2日 - 最強の頭脳 日本一決定戦! 頭脳王2018（日本テレビ）[注 56]
- 3日
  - 第19回NHK全国短歌大会（NHK Eテレ）
  - 石ちゃん&美女軍団 あ来た!よかった!秋田新幹線満腹グルメツアー（日本テレビ）[注 25]
  - 欽ちゃん&香取慎吾の第95回全日本仮装大賞（日本テレビ）
- 3日・10日（前・後編） - 手書き倶楽部（NHK BSプレミアム）
- 4日
  - 田中将大プロデュース マー君の冬休み2（BS-TBS）[507][注 60]
  - 湯のまち放浪記2時間スペシャル（BS-TBS）
- 6日 - 櫻井翔×池上彰 教科書では学べない「ニッポンの想定外」（日本テレビ）[508]
- 7日、10日、24日 - 古代エジプト 女王たちのミステリー（NHK BSプレミアム）
- 7日 - 女心がわかる男 わからない男（日本テレビ）[注 61]
- 8日 - 演歌で宴会ふれあい旅 第2弾（BS日テレ）[注 62]
- 10日
  - 第19回NHK全国俳句大会（NHK Eテレ）
  - 激ウマ 怪盗有吉 瀬戸内の絶品グルメを狙え!（中国放送）[509][注 63]
- 10日・11日・12日[注 64] - 第32回民教協スペシャル 決壊〜祖父が見た満州の夢〜（信越放送 / 民間放送教育協会）[510]
- 11日 - 客がいない店…なのに大繁盛って!いったいナゼ（テレビ東京）[注 46]
- 12日
  - 札幌クロニクル 総集編（11日深夜、北海道文化放送）[511]
  - おやすみ王子（完全版、NHK Eテレ）[512]
  - 激ウマ!極上ラーメン プロが選ぶこの一杯（BS朝日）[513]
- 12日・19日 - 未知たび!（NHK Eテレ）[514]
- 12日〜16日・19日〜23日（全10回） - 織田信成 涙のオリンピック〜知られざるサイドストーリー〜（テレビ朝日）
- 16日 - 見れば必ず応援したくなる!キビシー!3（フジテレビ）[注 9]
- 17日 - 第11回朝日杯将棋オープン戦（テレ朝チャンネル2）準決勝・決勝[515][516]
- 18日
  - 第51回NHK福祉大相撲（NHK総合）[注 65]
  - マグロに賭けた男たち2018（テレビ朝日）[注 66]
    - マグロに賭けた男たち 特別編 〜悲運の漁師SP〜（15:20 - 16:30）
    - マグロに賭けた男たち2018 〜あの悲運の漁師は?極寒の死闘SP〜（18:00 - 20:00）
- 18日（プラチナ）・20日（19日深夜、ゴールド） - 漫才マン〜上方漫才大賞の使者!〜（関西テレビ）[517]
- 24日
  - 南極 氷の下のタイムカプセル（NHK BSプレミアム）
  - 明日に届け!地球教室〜今、未来のためにできること〜（BS朝日）
  - もうひとつの京都〜海に想い、森を感じ、お茶にふれる旅〜（BS-TBS）[518]
  - おいしい記憶 きかせてください（BSフジ）[519][注 67]
- 24日（長崎文化放送）・25日（BS朝日） - ダイワハウススペシャル 明治維新150年 長崎・横浜 古写真が語るニッポン観光の夜明け（BS朝日・長崎文化放送）[521]
- 25日
  - ぼくの絵わたしの絵〜第77回全国教育美術展から〜（NHK Eテレ）
  - おそらく…人類初調べTOP10（日本テレビ）[注 5][注 68]
  - ロンブー淳のじいちゃんばあちゃんに会うテレビ（信越放送）[523]
  - 東京メトロスポーツスペシャル 東京マラソン2018（フジテレビ）
    - 東京マラソン2018 まもなく号砲（8:30 - 9:00）
    - ぼくらの東京マラソン2018 だから、走る。みんなの情熱42.195 km（12:00 - 13:00）

  - 福岡すっぴんツアー!8 ツウも唸る博多の隠れ家春吉SP（福岡放送）[524]
  - 胸いっぱいの夢を!全国の少年少女と約束 ジャイアンツ選手会SP（BS日テレ）

### 3月放送
- 2日
  - 第41回日本アカデミー賞授賞式（日本テレビ）
  - 第48回NHK上方漫才コンテスト（NHK大阪放送局 / NHK総合（近畿2府4県））[527]
  - クイズバトル7×7（NHK名古屋放送局 / NHK総合（東海・北陸ブロック））[注 71]
- 3日（2日深夜、日テレ）・5日〜9日（BS日テレ） - ももクロポシュレの玉手箱だZ 〜10th Anniversary Year〜（日本テレビ）[528]
- 3日
  - 災害列島2018 巨大災害は必ず来る!!〜私は見た!"決定的瞬間"〜（テレビ朝日）
  - 2018HBCカップジャンプ スキージャンプのミカタ（北海道放送）[529][注 72]
  - ダイワハウススペシャル 料理はじまり帖第6弾〜参勤交代がルーツ!大名屋敷で生まれた"お国の味"〜（BS日テレ）
- 4日・8日・15日（3・8・14日各深夜） - ロシアW杯プレゼンバトル 論破×RONPA（TBS）[530]
- 4日 - 感動地球スペシャル 大島優子 ネパールに行きたい!天空のヒマラヤと野生の楽園を巡る（テレビ静岡）[531][532]
- 5日 - 成功の遺伝史5（日本テレビ）
- 7日・14日・21日 - 中国王朝 英雄たちの伝説（NHK BSプレミアム）[533]
- 8日 - グサッとアカデミア〜中山&林先生の女性に刺さる幸せ講義〜（日本テレビ）
- 10日
  - 82歳、長嶋茂雄の今（日本テレビ）[注 25][注 73]
  - 第38回篠山ABCマラソン YELL〜エール〜（朝日放送）
- 11日
  - NON STYLE 石田 映画番組やります16 夢がかなったSP（10日深夜、朝日放送）[534]
  - 鉄道伝説SP さようなら時代を彩った鉄道たち（BSフジ）
- 17日
  - 行列のできる芸能人通販王決定戦第11弾（日本テレビ）[注 15]
  - 新・旅の香り（テレビ朝日）
  - 東海地方の有名スポットでワォ!笑わせ旅〜雪の奥美濃&奥飛騨編〜（CBCテレビ）[535]
  - 豪華夢の競演!!演歌まつり2018（BS日テレ）[536]
  - お宝映像大発見!昭和歌謡スター大集合4（BS-TBS）
- 18日
  - ANN NEWS&SPORTS（17日深夜、テレビ朝日）[注 74]
  - 芸能人!ご自宅査定ツアーズ〜厳選アイテムでスターの生活ゲットせよ〜（17日深夜、フジテレビ）
  - まつりの響き〜第18回地域伝統芸能まつり〜（NHK Eテレ）
  - 華丸・大吉のこんな仕事があったんだ3（テレビ西日本）[537]
  - サイエンスミステリー13 DNAの真実…娘の病と闘う家族の全記録（フジテレビ）[注 6]
  - ゴルフ・サバイバル3（BS日テレ）[538]※レギュラー化前最終
- 18日〜22日 - BS民放5局共同特別番組 池上彰の5夜連続BIG対談（BS日テレ・BS朝日・BS-TBS・BSジャパン・BSフジ）[539]
- 18日（前編）・25日（後編） - どう生きる?どこで生きる?春の特別授業（テレビ東京）[540]
- 19日 - 明石家さんまのコンプレッくすっ杯（朝日放送→朝日放送テレビ）
- 20日
  - 池上彰の関西人が知らないKANSAI（関西テレビ）
  - 北海道からはじ○TV return 北海道命名150年!一夜限りの復活 2時間生放送ゴールデンスペシャル（北海道文化放送）[541][542]
  - お笑いトレンディ夜会（BS朝日）[543]
- 21日
  - のんびりゆったり路線バスの旅（NHK総合）
  - 有吉探検隊（テレビ朝日）
  - おたすけJAPAN（フジテレビ）[544][注 75]
  - 願いかなうまで3〜B型肝炎問題 国を動かした〜（テレビ大阪）[545]
  - 第9回OKBスマイル歌謡祭 人生おうえん歌（テレビ愛知）[546]
- 22・23・27〜30日(各日未明) - SKE48がひとっ風呂浴びさせて頂きます!（テレビ東京）[547]
- 22日
  - 放送記念日特集 フェイクニュースとどう向き合うか〜"事実"をめぐる闘い〜（NHK総合）
  - 生死を分けたその瞬間 体感!奇跡のリアルタイム（読売テレビ）[548]
  - コウケンテツの世界幸せゴハン紀行〜フランス〜（NHK BS1）[549]
- 23日
  - 最強のステーキ 頂上決戦!（NHK総合）[550][注 76]
  - 政治の面白いトコロ集めました。加藤浩次vs政治家（フジテレビ）
- 24日
  - マチャミ&陣内 日本ワケありツアー!裏大阪編（読売テレビ）[551]
  - 宇宙飛行士の健康管理術II〜宇宙で探る私たちの健康生活〜（BS朝日）[552][注 77]
- 25日
  - ロバート秋山のウソ枠（24日深夜、日本テレビ）[553][注 78][注 79]
  - 漫才スプリング2018（24日深夜、テレビ大阪）[554][注 80]
  - ゆずTVショウ 2018春リクエストSP 歌で贈るありったけのエール（NHK総合）[555][556]
  - 食卓へのおくりもの〜第47回日本農業賞（NHK Eテレ）[557]
  - ニッポン激ヤバ地帯を大掃除!坂上忍のピカピカ団2（テレビ東京）[注 46][注 81]
  - 空飛ぶ救命救急最前線 緊急出動!ドクターヘリ Part3（BS日テレ）
- 26日 - 国民アンケートクイズ リアル日本人!（NHK総合）
- 27日
  - 古代エジプト 3人の女王のミステリー（NHK総合）[注 82]
  - こんぴらへおいでまい 春の訪れを告げる四国こんぴら歌舞伎大芝居（BS朝日）[558][注 83]
- 28日
  - ブラマヨ小杉のいいね!ハンターズ3（27日深夜、関西テレビ）[559]
  - ろんぶ〜ん（NHK Eテレ）※パイロット版
  - ホークス祭だ開幕SP もう1頂!日本一へ!（RKB毎日放送）
  - プロ野球開幕直前スペシャル2018（BS日テレ）
- 29日・31日（2回） - 人工知能が未来を変える!AI大解剖スペシャル（BS-TBS）[560]
- 31日 - ニッポン農業最前線!農業改革の旗手たち（BSジャパン）

### 4月放送
- 1日 - スポーツ天国と地獄〜今だから話せる!あの名場面のウラ側〜（TBS）[561][注 84]
- 3日 - 中居正広の5番勝負10 世界と戦う一流アスリート&東京のスターとガチ対決SP（日本テレビ
- 6日（5日深夜） - 27日（26日深夜）、NEWカップルS（日本テレビ）[562]
- 6日 - アッパレ!日本の縁の下さま〜隠れたスゴい職業応援バラエティー〜（テレビ東京）
- 7日
  - 第53回上方漫才大賞（関西テレビ）[563]
  - 京都夜桜生中継2018 春らんまん、大覚寺 花の調べ（BS11）
- 8日 - テレビ史を揺るがせた100の重大ニュース スクープ映像の舞台裏 今夜一挙公開!（TBS）[564]
- 9日 - 別顔発表会〜芸能人がずーーーっと温めてきた話〜（テレビ東京）[注 85][565]
- 10日 - スター福岡グルメ10（テレビ西日本）第2弾[566]
- 13日 - TKU報道特別番組 ふるさとは負けない〜熊本地震から2年 ともに〜（テレビ熊本）
- 14日
  - EXILE ATSUSHI PREMIUM LIVE 2018（13日深夜、TBS）[567][注 86]
  - 大地の恵み・日本農業賞記念コンサート（NHK総合）[557]
  - オー!!マイ神様!!（TBS）※レギュラー終了後初[注 13][568]
  - スターズオンアイス2018〜メダリスト大集合SP〜（TBS）
  - 熊本地震追悼式（NHK熊本放送局）
  - にっぽん演歌の夢祭り2018（BS-TBS）[569]
- 15日
  - ○○発東京行き2018春（関西テレビ）[570][注 87]
  - 春の京都・眠れる秘宝2018〜探訪 非公開文化財〜（BS朝日）[571]
- 16日・23日 - 池上彰と"女子会"（TBS）[注 88][572]
- 17日・22日 - 第10回沖縄国際映画祭関連番組
  - 17日（16日深夜） - 島ぜんぶでおーきな祭 開幕直前SP レイザーラモンRGの沖縄あるある祭〜NMB48も沖縄で大はしゃぎ〜（読売テレビ）[573]
  - 22日 - 島ぜんぶでおーきな祭 第10回沖縄国際映画祭 PR権争奪沖縄クイズバトル!（日本テレビ）

（『ダウンタウンDX in OKINAWA』についてはこちらを参照）
- 17日・24日 - 毒出しバラエティ 山里&マツコ・デトックス（TBS）[注 89][574]
- 20日 - 日本のお掃除軍団が行く 世界ゴミ屋敷バスターズ2（フジテレビ）[注 9]
- 21日 - 石ちゃん&美女軍団 日光最高ご馳走ツアー（日本テレビ）
- 22日 - ニッポングルメ番付2018春（フジテレビ）[注 6][575]
- 27日 - 最後の一日 最後の言葉 〜本当にそれでイイんですか?〜（日本テレビ）[注 90][注 91]
- 28日 - 三宅裕司と春風亭昇太のサンキュー歌謡曲一座（フジテレビ）[注 92]
- 29日
  - 明石家さんまの転職DE天職7（日本テレビ）
  - Perfume×Technology presents Reframe（NHK BSプレミアム）[577]
  - 復興支援音楽祭 歌の絆プロジェクト2018 響け!希望の歌声 〜みやぎの高校生 復興のハーモニー〜（BS朝日）[578]
- 30日
  - "鉄人"の闘志 永遠に〜追悼・衣笠祥雄さん〜（NHK総合）[579][注 93]
  - あなたが聴きたい歌の4時間スペシャル（TBS）

### 5月放送
- 1日 - 密着21年 大家族石田さんチ緊急招集!!最後の家族旅行（日本テレビ）[206]
- 3日〜5日（全3回） - おしりたんてい（NHK Eテレ）[581]
- 3日 - 第66回ザよこはまパレード（テレビ神奈川）
- 4日 - 2018スペシャル 未来の主役 地球の子どもたち〜知ってほしい!私たちのこと〜（TVQ九州放送）
- 5日
  - 頼まれてないけど、一旦会議しましょう（4日深夜、毎日放送）
  - ローカル路線バス乗り継ぎの旅ヒストリー!10年間の軌跡全部見せますSP（テレビ東京）
  - 第47回広告大賞（フジテレビ）
  - 発表!全ガンダム大投票（NHK BSプレミアム、21:00 - 23:30、23:45 - 翌0:45）[173][174][注 94]
  - TOYO TIRES Presents じゅんいちダビッドソンの世界ドリームツアーズPartII -夢の伸びしろ魅せますね〜-（BS朝日）
- 6日〜20日（全3回） - コングラ〜CGの教室〜（NHK Eテレ）[582]
- 8日(7日深夜)・15日(14日深夜) - 有名人のフォロー先にはスゴい人が!誰それフォロワーズ（テレビ東京）[注 95]
- 9日 - 築地市場 魚河岸の誇りと涙〜最後の春〜（NHK BSプレミアム）[583][注 96]
- 12日
  - THEニッポン観光!カリスマ外国人が仕切る!まさかの新名所10連発!（静岡第一テレビ）[585]
  - 100年インタビュー 松井秀喜（NHK BSプレミアム）
- 19日
  - 決定!こども将棋名人〜第43回小学生将棋名人戦〜（NHK Eテレ）[586]
  - うるしやま家5男6女大家族ママがまさかの緊急入院!涙!涙!の出産スペシャル!!（フジテレビ）[587][注 97]
  - 五木ひろしが選び歌う 名曲ベスト10〜昭和を彩った、戦後三羽烏&三橋美智也〜（BS-TBS）[588][注 98]
- 20日
  - 爆笑問題の深海WANTED4（テレビ静岡）[589]
  - 神戸まつり2018（サンテレビ）
- 22日(21日深夜)・29日(28日深夜) - サバイバル・キス（テレビ東京）[注 95][590]
- 22日〜26日（前日深夜、全5回） - 俺たち日本ダービー部!〜日曜日が待ちきれないんじゃ!〜（関西テレビ）[591]
- 26日
  - 環境クライシス2〜凍りつく大地の環境難民〜（フジテレビ）[注 99]
  - さようなら 永遠のヤングマン 西城秀樹 〜ザ・スター リバイバル〜（BSフジ）[注 100][592][593]
- 27日
  - こんなトコロに絶品グルメ!?お取り寄せレストラン（北海道放送）[594]
  - 未編集実況解説ドキュメント ザ・プラクティス（NHK BS1）[仮 6]

### 6月放送
- 1日 - 全国好きな嫌いなアナウンサー大賞（日本テレビ）[注 56][注 101]
- 2日 - プライムトーク（BSフジ）[595]
- 3日 - 番組バカリズム4（2日深夜、NHK BSプレミアム）[596][597]
  - ソレなら5分で出来ますよ。（フジテレビ）[注 6][注 102]
- 4日（3日深夜）・11日（10日深夜） - 真夜中特別編（フジテレビ）[598]
- 5日（4日深夜）・12日（11日深夜） - 〜アーティストが本気で届けたい曲をテレビ初披露!〜ハツダシ!（テレビ東京）[599][600][注 95]
- 5日 - マジか!その後の人生 〜栄光を掴んだ天才達 今を大追跡SP〜（テレビ東京）[601]
- 9日 - 白鵬密着ドキュメント 我が道を行け（TBS）[602]
- 9日・10日 - 大沢たかお インカ帝国 隠された真実に迫る〜マチュピチュが解き明かす最大の謎〜（BS-TBS）[603]
- 10日 - 第69回全国植樹祭 ふくしま2018（NHK福島放送局 / NHK総合〈全国〉）
- 11日 - ニッポンの凄腕漁師2018夏（テレビ東京）[604]
- 13日 - 立入禁止の向こう側!ココから先は人間NG（TBS）[注 14][注 103][605]
- 16日
  - 地球環境大賞2018（フジテレビ）
  - 第10回AKB48世界選抜総選挙2018（フジテレビ）[606][607]
  - 〜関西帰郷バラエティー〜地元どないなってんのツアー（朝日放送テレビ）
  - ドクターW 命の砦を守る女性医師3（BS日テレ）
- 19日・26日 - いきなりスイマーズ〜プール付きの豪邸を訪ねて泳がせてもらおう〜（テレビ東京）[注 95][608]
- 20日 - 壮絶人生ドキュメント プロ野球選手の妻たち（TBS）[609]
- 20日(関西ローカル)・30日(全国ネット) - 芦田愛菜&華丸大吉の振り幅大賞（毎日放送）[610]
- 22日 - 世界の21世紀職人!!（フジテレビ）[注 9][611][注 104]
- 23日
  - 平成30年沖縄全戦没者追悼式（NHK沖縄放送局 / NHK総合[注 105]）
  - ワタシの見たニッポン〜第59回外国人による弁論大会〜（NHK Eテレ）
  - 世界!旅々さまぁ〜ず in マカオ（テレビ愛知）[613]
- 24日 - ニッポンを釣りたい!〜巨大マグロに挑む!釣り好き芸能人〜（テレビ新広島）[614]
- 25日 - 母ちゃんに逢いたい!スペシャル（テレビ東京）※レギュラー終了後初
- 27日 - テレ東音楽祭2018 -TV TOKYO MUSIC FESTIVAL 2018-（テレビ東京）
- 29日 - 100まで生きるつもりです（テレビ朝日）[注 106]
- 30日
  - 絶対に行きたくなる!北海道ラーメン2018〜究極のラーメンも作っちゃおうSP〜（テレビ北海道）[615]
  - 北関東縦断 めざせ那須高原!激走!150キロ 道の駅駅伝9（テレビ東京）[注 107]
  - 映っちゃった映像GP（フジテレビ）
  - 関西私鉄沿線ぶらり旅3〜すぐそこが、めっちゃ楽しい〜（テレビ大阪）
  - 桐谷健太 熱帯の氷河キリマンジャロに挑む（NHK BSプレミアム）[616][注 108]
  - 風雲!大歴史実験（NHK BSプレミアム）

### 7月放送
- 1日 - 第30回テレビ囲碁アジア選手権〜韓国大会〜（NHK Eテレ）
- 6日 - 歌い継ぎたい 昭和音楽祭（BSジャパン）[617][注 109]
- 7日
  - 芸能人だって旅がしたい!芸能界旅サークル10 まるごと京都絶景&美味景スペシャル（朝日放送テレビ）[618]
  - THE MUSIC DAY2018 〜伝えたい歌〜（日本テレビ）[619]
- 8日
  - タカアンドトシの北海道"魚介の宝庫!"噴火湾ぐるり 今夜、宿ナシ二人旅（北海道文化放送）[620]
  - 第39回ABCお笑いグランプリ（朝日放送テレビ）[621]
  - 歴天 日本の歴史を変えた天気 〜源平合戦・忠臣蔵〜（BS朝日）
- 13日 - ザ・激撮! 盗聴・万引き&迷惑運転に警戒せよ!SP（BS-TBS）[622]
- 14日
  - 音楽の日（TBS）[623]
  - 中川家&友近のおっちゃんウォッチャー2〜輝くおっちゃんを応援する番組〜（読売テレビ）[624][625]
  - 知ってるようで知らない名所!魅力増し増し!穴場トラベラーPART5（NNN・NNS中国ブロック / 広島テレビ・日本海テレビ・西日本放送・山口放送）[626]
  - 寺島しのぶと眞秀君奮闘記2018〜母と息子の成長物語〜（BS日テレ）
- 15日（福岡県域）・29日（BS） - 博多祇園山笠2018（NHK福岡放送局 / NHK総合（福岡・北九州）、NHK BSプレミアム）[627]
- 15日
  - 勇壮!博多祇園山笠2018（RKB毎日放送）[628]
  - OBvs現役 プロ野球好珍バトル2018夏（日本テレビ）[注 5]
  - 世界動物ゲキレアハンター（フジテレビ）[注 6]
  - 今甦る!魅惑のムード歌謡スペシャル パート2（BS-TBS）[629][注 110]
- 16日
  - アサヒ飲料スペシャル これぞニッポンの海〜水の恵みと生きる人々〜（中京テレビ）[630][631]
- 17日（前祭）・24日（後祭） - 2018祇園祭山鉾巡行（KBS京都・BSフジ）[632][633]
- 18日 - シーサイドももち花火ファンタジアFUKUOKA2018（RKB毎日放送）[634]
- 19日 - KAT-TUNの世界一タメになる旅!SP（TBS）[635]
- 21日
  - 青森・秋田・岩手 ナツ得テレビ2018（青森放送・秋田放送・テレビ岩手）[636]
  - ウルトラ重機4〜極限で戦う重機たち〜（NHK BSプレミアム）
- 22日
  - 志村けん聞録〜千鳥と夏満喫の東伊豆〜（テレビ朝日）
  - ドリーム・オン・アイス2018（TBS）
  - ヤマハ・ガラ・コンサート2018〜未来へつなぐ音楽の心〜（BS朝日）[637]
- 23日（22日深夜、予選）・30日（29日深夜、決勝） - 稲川淳二の怪談グランプリ2018〜二夜開催 10th チャンピオンバトル〜（関西テレビ）[638]
- 23日・24日 - 沼にハマってきいてみた（NHK Eテレ）
- 24日 - 内村五輪宣言!〜TOKYO2020開幕2年前スペシャル〜（NHK総合）[639]
- 25日
  - 超絶 凄ワザ!〜東京2020全力応援!望結の2年後が楽しくなるツアー〜（NHK総合）[639]※レギュラー終了後初
  - 2018 FNSうたの夏まつり（フジテレビ）[640]
  - 天神祭生中継2018 〜浪花の夜に響け!!平成最後の音絵巻〜（テレビ大阪）[641]
- 27日 - 実録ドクターヘリ緊急救命〜命の現場最前線〜（フジテレビ）[注 9]
- 28日 - 浴衣de漫才2018（関西テレビ）[642]
- 29日 - アサヒビールスペシャル 独占生中継 第41回隅田川花火大会（テレビ東京）[643]

### 8月放送
- 1日（中国地方）・4日（全国） - 川栄李奈がたどるヒロシマ「夕凪の街 桜の国2018」の現場から（NHK広島放送局 / NHK総合）[646]
- 1日・2日 - 加山雄三PRESENTS ゴー!ゴー!若大将フェスティバル2018（BS朝日）[647]
- 3日〜24日（全4回） - 365日の献立日記（NHK Eテレ）[648]
- 4日
  - ますおかタカトシこじるりのベタな旅人トラベター（北海道放送）[649]
  - 勝俣、短パンを買う。4〜ジェンヌとちょっとイラッとくる女を連れて〜（朝日放送テレビ）[650]
  - なにわ淀川花火大会生中継2018（テレビ大阪）[651]
- 4日（中国地方）・11日（10日深夜、全国） - 長崎人（じげもん）〜EXILE・TAKAHIROと長崎の原爆〜（NHK総合）
- 4日（関西）・12日（BS） - カンテレ開局60周年特別番組 THE ICE☆ブラマヨのフィギュアオールスター夏祭り ザギトワの京都初体験に独占密着!（関西テレビ / BSフジ）[652][653][654]

- 6日〜8日（全3回） - Q〜こどものための哲学〜（NHK Eテレ）
- 6日〜17日（全10回） - アニメ・ざんねんないきもの事典（NHK Eテレ）[655]
- 7日・14日（各、全2回）
  - 「人生を諦める技術」講座 （6日・13日各深夜、テレビ東京）[注 95]
  - ねるねちけいON LINE!（NHK総合）[656][657]

- 9日 - 池上彰が教えたい!『実は…のハナシ。』第2弾（日本テレビ）[658][注 113]
- 11日
  - ホット・スポット特別版 福山雅治 新たなる旅へ（NHK総合）[注 114][659]
  - 北アルプスドローン大縦走〜立山・剱岳〜（NHK総合）[660]
  - 大泉洋の驚き?ジャパン2 未来が見える!未来が変わる!大研究スペシャル（札幌テレビ放送）[661][注 115]
- 12日
  - ザ・スクープスペシャル 終戦企画 真珠湾攻撃77年目の真実（テレビ朝日）
  - あの年この歌〜時代が刻んだ名曲たち〜あの歌手が選ぶ!私の絶対SONGベスト3（BSジャパン）※レギュラー終了後初
- 13日〜17日（全5回） - バビブベボディ（NHK Eテレ）[662][注 116]
- 13日 - ぶっちゃけ寺3時間SP（テレビ朝日）※レギュラー終了後初
- 15日
  - 全国戦没者追悼式（NHK総合）
  - 最恐映像ノンストップ6（テレビ東京）[663]
  - 生中継!4万発の競演!第70回諏訪湖祭湖上花火大会 生中継（信越放送 / BS-TBS）[664]
- 16日 - 世界の年収400マン（中京テレビ）[注 117]
- 18日 - 第50回思い出のメロディー（NHK総合）[665][666]
- 18日(DAY1・NEXT)・19日(DAY2・ONE) - 初生中継!エビ中 夏のファミリー遠足 略してファミえん in 山中湖2018（フジテレビONE・NEXT）[667]
- 19日(18日深夜)・20日(19日深夜) - あなたが選ぶ!お笑いハーベスト大賞2018（BS日テレ）[668]
- 19日（BS）・26日（総合） - オリンピックコンサート2018（NHK BSプレミアム・総合）
- 20日 - おげんさんといっしょ（NHK総合）[669]
- 20日・27日 - 世界制服（NHK Eテレ）[670]
- 21日(20日深夜)・28日(27日深夜) - ♯そのつぶやき、くわしく教えてくれませんか?（テレビ東京）[注 95][671]
- 25日〜26日 - 24時間テレビ 愛は地球を救う41（日本テレビ / NNN・NNS、全国31局[注 118]）
- 25日
  - 東京2020パラリンピック大図鑑（NHK総合）
  - 爆笑!!世界のいたずらドッキリ映像32連発（フジテレビ）
  - 秋田大曲全国花火競技大会2018（NHK BSプレミアム）
- 26日 - 世界で本当にあった!奇跡の救出映像50（テレビ朝日）※2部構成[注 120]
- 28日 - 平成生まれ3000万人!そんなコト考えたことなかったクイズ!（朝日放送テレビ）[注 121]
- 29日 - Iwataniスペシャル 鳥人間コンテスト2018（読売テレビ）
- 31日 - クイズ!ドレミファドン!2018（フジテレビ）[注 9]
- 31日 - 9月1日 - #8月31日の夜に。（NHK Eテレ）[672][673]

### 9月放送
- 1日
  - 中学球児最後の夏 ジャイアンツカップ2018〜汗と涙の成長物語〜（日本テレビ）[注 25]
  - 有吉の夏休み2018 密着120時間inハワイ（フジテレビ）[675][注 7]
- 2日
  - 明日へつなげるコンサート（NHK総合）
  - 決定!こども囲碁名人〜第39回少年少女囲碁大会〜（NHK Eテレ）
- 3日（2日深夜） - 青春!ダンススタジアム 高校ダンス部日本一決定戦2018（関西テレビ）
- 4日・11日（3・10日深夜） - 覆面恋愛〜見知らぬ男女が、顔だけ隠して恋愛してみたら?〜（テレビ東京）[676][注 95]
- 5日・6日・9日 - 青春舞台2018（NHK Eテレ）[677]
- 5日 - ニッポン印象派夏季特番 風の頂 天空の夏（NHK BSプレミアム）
- 7日 - 緊急出動!凶悪逃走車を追え 警察特捜2018（日本テレビ）
- 7日・14日 - e-Sports JAM（BSフジ）[注 122]
- 8日
  - お笑いジャイアントキリング〜しばり漫才王決定戦〜（毎日放送）[678]
  - 荒川静香 presents フレンズ・オン・アイス2018（日本テレビ）
  - 池内博之の漂流アドベンチャー3 明治冒険野郎 幻の宝島を求めて（NHK BSプレミアム）
- 8日〜9日
  - FNS27時間テレビ〜にほん人は何を食べてきたのか?〜（フジテレビ / FNN・FNS、全国27局[注 123]）
  - 人類誕生・未來編（NHK BS1）[注 124][679]
- 9日
  - やすとも×中川家の旅はノープラン2018夏〜広島編〜（読売テレビ）[680]
  - 感動生中継!世界最大級の四尺玉花火が舞う片貝まつり（BSフジ）
  - 第3回Knock Out-競技クイズ日本一決定戦-（ファミリー劇場）
- 10日 - 俳句甲子園2018（NHK Eテレ）
- 14日
  - ライオンスペシャル 第38回全国高等学校クイズ選手権（日本テレビ）[681][682]
  - 奮闘ニッポン!大家族24時〜2018夏〜 熊本4男5女&奈良6男3女ママ大奮闘（テレビ朝日）[683]
- 15日
  - 漫才道2018（テレビ大阪）
  - 空とギターとぐっさんと2018（関西テレビ）
- 17日
  - 2018フジパンCUP（テレビ東京）
  - 大食い女王決定戦2018（テレビ東京）[684]
- 19日 - 歌ネタ王決定戦2018（毎日放送）
- 20日 - 全国犯罪捜査網2018秋 スーパーGメン（テレビ朝日）
- 22日
  - キングオブコント2018（TBS）[685]
  - 旅くらべ〜同期芸人で旅したらこうなりました〜（朝日放送テレビ）[686]
- 22日・23日 - 心の絆!三世代家族スペシャル2018〜じぃじとばぁばとパパとママ〜（BS日テレ）[687]
- 23日
  - 有吉の壁 2018秋の陣SP（日本テレビ）
  - ミ社ラン（TBS）
  - 岸和田だんじり祭2018（テレビ大阪）
- 24日
  - V6の愛なんだ2018（TBS）[688]
- 25日 - 演歌の乱〜超大御所Hが初MC!ミリオンヒットJポップで紅白歌合戦SP〜（TBS）[689][注 125]
- 26日 - いた!ヤバイ生き物 キケン生物と大バトル（日本テレビ）[注 126]
- 28日 - 超入門!落語 THE MOVIE 秋スペシャル（NHK総合）
- 29日 - 所有者不明!!解決!空き家バスターズ1（朝日放送テレビ）[690]--2018年9月30日 (日) 05:30 (UTC)出典付記
- 30日
  - （29日深夜）熱狂ライブ!MONSTER BaSH 2018（NHK高松放送局 / NHK BSプレミアム）[691]
  - NHK浪曲特選・夏（NHK Eテレ）
  - エイキョーさん2〜芸能人の影響で人生変わっちゃいました〜（日本テレビ）[注 5]
  - 好奇心クラブWOW（日本テレビ）[注 127]
  - 走れ!自転車 つなげ!笑顔 ツール・ド・東北2018（TBS・東北放送）
  - さだまさしコンサート がんばれライオン2018（NHK BSプレミアム）

### 10月放送
- 1日 - 明治神宮例祭奉祝 第77回全日本力士選士権大会 大相撲幕内トーナメント（BS-TBS）
- 4日（BS）・5日（総合・四国） - もっと四国音楽祭2018（NHK松山放送局 / NHK総合〈四国地方〉・BSプレミアム）[692]
- 5日 - ウケる!偉人伝（日本テレビ）[注 56]
- 6日〜8日 - 第85回NHK全国学校音楽コンクール全国コンクール（NHK Eテレ）
- 6日
  - 豊さんと憲武ちゃん!旅する相棒（テレビ朝日）[693]
  - 歴史街道スペシャル 京の札所めぐり〜西国巡礼1300年〜（朝日放送テレビ）[694]
  - 第87回土浦全国花火競技大会〜天空を彩る花火師たち〜（NHK水戸放送局 / NHK BSプレミアム）[695][注 128]
  - 密着取材!この時期危ない!スズメバチの脅威2018（BS日テレ）
  - 激ウマ!漁師めし 2Hスペシャル 九州玄界灘に海の幸を求めて（BS-TBS）[696]
- 7日 - 中山秀征の究極ハウス（九州朝日放送）[697][698]
- 8日
  - 東大寺音舞台（7日深夜、毎日放送）[699]
  - RADWIMPS 18祭（NHK総合）[700]
- 8日・18日 - 木下グループpresents カーニバルオンアイス2018（テレビ東京）※18日（完全版）はBSテレ東で放送
- 9日（8日深夜）・16日（15日深夜） - 経済異種格闘技 五反田マネーウォーズ〜1週間で荒稼げ!〜（テレビ愛知）[701][注 95]
- 10日 - 実録!マサカの衝撃事件（TBS）
- 14日・15日 - ザ・ベストテレビ2018（NHK BSプレミアム）
- 15日 - 日本列島!ハテナの旅 秋の北陸 大満喫!（BS-TBS）
- 16日 - 木村藤子のキセキ相談SP（フジテレビ）
- 17日 - リンカーン芸人大運動会2018（TBS）
- 18日 - 消費者観察バラエティー 気になるお客サマ（日本テレビ）
- 20日 - 第48回NHK講談大会（NHK Eテレ）
- 21日
  - 第33回国民文化祭・おおいた2018（NHK大分放送局 / NHK総合〈全国〉）
  - 平成30年度NHK新人お笑い大賞（NHK総合）
- 23日（22日深夜）・30日（29日深夜） - バカリズムの新説ハラスメント大事典（テレビ東京）[注 95]
- 23日 - 真夜中の保健室（日本テレビ）
- 24日〜26日（全3回） - シリーズ・子どもたちの夢（NHK BS1）[702]
- 25日 - ドラフト緊急生特番!お母さんありがとう（TBS）[703]
- 27日
  - 第2回日・ASEAN音楽祭〜平和への祈り〜（NHK総合）
  - 女子大生青春SP 密着!全日本大学女子駅伝の舞台裏（日本テレビ）
  - サワコのひとり旅inベルギー〜画家・ルーベンスを訪ねる極上三ツ星紀行〜（TBS）
  - 玉置浩二プレミアム・シンフォニック・コンサート2018（テレビ東京）
  - 激走!日本アルプス大縦断 〜2018 終わりなき戦い〜（NHK BSプレミアム）
- 28日
  - 第38回全国豊かな海づくり大会 高知家大会（NHK高知放送局 / NHK総合〈全国〉）
  - 誰も調べた事がない日本語ランキング ニッポンねほりはほり（テレビ西日本）[704]

### 11月放送
- 3日 - 業界用語大辞典（BSフジ）
- 3日・10日（全2回） - 骨の髄まで歌います（NHK BSプレミアム）[705]
- 4日
  - 平成30年度NHK新人落語大賞（NHK総合）
  - 虹の架け橋まごころ募金コンサート（NHK BSプレミアム）[706]
  - 密着取材!この時期危ない!スズメバチの脅威2018（BS日テレ）[707]
- 6日・13日(5・12日深夜) - コレでアナタも人生終了〜たったコレだけで!?まさかのイマドキトラブル〜（テレビ東京）[注 95]
- 8日（7日深夜） - NEWアベレージピープル（日本テレビ）
- 9日 - 密着!中村屋ファミリー 勘九郎七之助に世界が喝采&7歳5歳涙の猛稽古SP（フジテレビ）[注 9][708]
- 10日 - にっぽん演歌の夢祭り2018（BSテレ東）
- 12日〜18日 - いきなり、たけしです。（テレビ東京）[709]
- 15日 - 読売テレビ開局60周年 ベストヒット歌謡祭（読売テレビ）[710]
- 17日・18日 - 開局60周年!カンテレ8ppy大感謝祭（関西テレビ）[711]
- 18日 - 第2回 FIA INTERCONTINENTAL DRIFTING CUP（テレビ東京）
- 20日・27日(19・26日深夜) - 万年浪人生応援バラエティ☆崖っぷちドリーマー（テレビ東京）[注 95][712]
- 24日
  - ザ・細かすぎて伝わらないモノマネ（フジテレビ）[注 7][注 129][713]
  - ジャパコン特別編 BONES20周年記念特番〜アニメ制作、骨太20年〜（BSフジ）
- 25日
  - 誰も知らない明石家さんま 初密着!さんま5つの謎を解禁!（日本テレビ）
  - ケイ・オプティコムスポーツスペシャル 大阪マラソン2018（毎日放送・読売テレビ）
- 26日（25日深夜） - カンテレは60周年!こちらはこっそり10周年!パ・リーグ党芸人座談会SP（関西テレビ）[714]
- 27日 - NPB AWARDS 2018 supported by リポビタンD（J sports 1・BS-TBS）
- 28日 - 日テレ系音楽の祭典 ベストアーティスト2018（日本テレビ）

### 12月放送
- 1日
  - シスメックススポーツスペシャル 神戸マラソン2018〜それぞれのゴール〜（朝日放送テレビ）
  - アメリカン・ミュージック・アワード2018（NHK BSプレミアム）
- 1日・2日 - 大いなる鉄路 16,000km走破 東京発→パリ行き（BS朝日 4K・BS-TBS 4K・BSテレ東 4K・BSフジ 4K）[434]
- 1日・15日 - 略してブラリク（RKB毎日放送）[716]
- 2日
  - 正しくお参り!バッチリ開運!やしろツアーズ5（東海テレビ）[717]
  - 命の最前線!!救命救急24時シーズン2〜巨大病院 終わりなき闘い〜（フジテレビ）[注 6][注 131]
- 3日・10日 - 日本歌手協会歌謡祭（BSテレ東・BSテレ東4K）
- 5日・12日 - 2018 FNS歌謡祭（フジテレビ）
- 5日 - 緊急!池上彰と考えるニュース総決算!2018ニッポンが"危ない"（TBS）[718]
- 7日〜21日（Day1・2・3）- Animelo Summer Live 2018 "OK!"（BSフジ）
- 8日
  - 中居正広のプロ野球珍プレー好プレー大賞2018（フジテレビ）[注 7]
  - 医師の闘病から読み解く がんを生きる新常識パート2（NHK BSプレミアム）[注 132]
  - シンフォニック・ゲーマーズ3〜そして僕らは強くなる〜（NHK BSプレミアム）
  - BSテレ東 4K放送スタート記念 第51回日本作詩大賞（BSテレ東）[719][注 133]
- 8日（第一夜）・9日（第二夜） - 4Kアドベンチャー 日本列島 奇跡の海を行く（BS朝日）[720]
- 9日
  - 日本一は誰だ!?民謡グランドチャンピオン決定戦2018（NHK総合）
  - Cygames THE MANZAI 2018 マスターズ（フジテレビ）[721]
- 10日 - 女芸人No.1決定戦 THE W（日本テレビ）[722]
- 10日〜16日 - 特選!地域番組（NHK BS1）[723]
- 11日 - 第18回わが心の大阪メロディー（NHK大阪放送局 / NHK総合）
- 12日 - 浮世絵ツアー お伊勢参り（NHK BSプレミアム）
- 15日
  - 芸能人が人気商品を○○してみた!〜衝撃プライス大連発SP〜（TBS）
  - 必見!ヒット商品研究所〜2018ベストヒット&ロングセラーのヒミツ〜（テレビ東京）
- 15日・22日
  - 内藤大助の大冒険 シーズン2〜アメリカ（アラスカ編）〜（NHK BSプレミアム）[724][725]
  - シリーズ 聖なる建築（NHK BS4K）[725]
  - 映像詩 宮沢賢治 銀河への旅〜慟哭の愛と祈り〜（NHK BS4K）[725]
- 15日・22日・29日（全3回） - フロム・ザ・スカイ〜空から見た日本〜（NHK BS4K）[725]
- 16日
  - FNN重大ニュース ニュース総決算2018 平成最後の年末に真相を見たSP（フジテレビ）
  - 京セラ フェニックスチャレンジ（毎日放送）[726]
  - 正月映画大百科2019（サンテレビ）[727]
- 18日（第1集）・19日（第2集） - 4K国際共同制作 ブループラネット完全版（NHK総合）[728]
- 20日 - 2018有馬記念フェスティバル〜公開枠順抽選会〜（BSフジ・BSフジ 4K・フジテレビONE）[729]
- 21日
  - 悪い奴らは許さない!直撃!怒りの告発スペシャル2（日本テレビ）[注 134]
  - 爆笑問題の検索ちゃん 芸人ちゃんネタ祭り 実力派芸人大集合SP（テレビ朝日）
- 22日
  - ビートたけしの禁断の大暴露!!超常現象(秘)Xファイル（テレビ朝日）
  - もうかるジャーナル ミヤネ式（フジテレビ）[447]
  - 初音ミク×鼓童スペシャルライブ2018（NHK BSプレミアム）
  - 理美容甲子園2018〜10回目の青春ドラマ〜（BSテレ東）
- 23日
  - 皇室この一年（NHK総合）
  - 第44回将棋の日（NHK Eテレ）
  - 皇室スペシャル2018 知られざる天皇・皇后両陛下の真実（フジテレビ）[447]
  - 激撮!犯罪捜査24時 悪い奴らは全員逮捕だ!2018（関西テレビ）[730]
  - 松下奈緒 フェルメールの光を求めて（BSフジ・BSフジ 4K）[731][注 135]
  - 2018F1グランプリ総集編（フジテレビNEXT）[732][注 136]
- 23日（第一話）・24日（第二話） - 天皇 運命の物語（NHK総合）
- 24日 - 今年一番ウケたネタ大賞2018（23日深夜、関西テレビ）[733]
- 25日
  - 明石家サンタの史上最大のクリスマスプレゼントショー2018（24日深夜、フジテレビ）
  - 戦後重大事件の新事実2018（TBS）[注 137]
  - 桑田佳祐 Act Against AIDS 2018 平成三十年度! 第三回ひとり紅白歌合戦（WOWOWプライム）[734]
- 25日（総合）・30日（BS8K） - 8Kスーパーライブ Suchmos（NHK総合・BS8K）[735]
- 26日
  - 中居正広のプロ野球魂（25日深夜、テレビ朝日）
  - 全日本なわとびかっとび王選手権2018（NHK総合）
  - ツタンカーメンの秘宝 第1集 黄金のファラオ（NHK総合）[注 138]
  - 堂本兄弟2018みんな集まれ!忘年会SP（フジテレビ）[736]
  - 至極の楽園 世界の海をのぞいて見よう!（BS日テレ）
- 27日
  - 読響・第九コンサート2018（26日深夜、日本テレビ）
  - 年忘れ!吉本お笑いオーケストラ2018（26日深夜、テレビ朝日）
  - ビートたけし独立してマージン分ギャラ下げるからあと2回ヤラせてTV（26日深夜、TBS）[737]
  - 欲望の哲学史 序章〜マルクス・ガブリエル、日本で語る〜（NHK Eテレ）[738][注 139]
- 28日
  - 熱中人（27日深夜、フジテレビ）[注 140]
  - ビートたけしのオワラボ（フジテレビ）
  - とらぶる?トラベル!2018（関西テレビ）[739]
- 29日〜31日（全3回） - 耳をすませば（NHK総合）
- 29日
  - 大相撲この一年（NHK総合）
  - 平成の紅白、まるごとおさらいしちゃいます!〜平成最後の紅白直前スペシャル〜（NHK総合）
  - ヤブツル〜鶴瓶・小籔の大阪夜話〜#05（NHK総合）
  - テレビ朝日開局60周年記念 超豪華!!最初で最後の大同窓会!8時だJ（テレビ朝日）[740]
  - サントリー1万人の第九2018〜Sexy Zone マリウス葉 世紀の大合唱に挑戦!〜（毎日放送）
  - 爆笑!さんまのご長寿グランプリ2018（TBS）[741]
  - The世界力3（東海テレビ）[742]
  - 新・誰も知らない髙橋大輔（関西テレビ）[743]
  - 勝ちグセ。カープSP 女子アナと振り返る　2018CARP3連覇の軌跡（広島ホームテレビ）
  - BS朝日年末スポーツスペシャル 高校野球100回記念大会〜夏に輝いた球児たち〜（BS朝日）[注 141]
- 30日
  - 朝まであらびき団SP あら1グランプリ2018（29日深夜、TBS）
  - オールザッツ漫才2018（29日深夜、毎日放送）
  - まるごと見せます!世界の教育コンテンツ〜日本賞2018〜（NHK Eテレ）[725]
  - 報道の日2018（TBS）
  - 第60回 輝く!日本レコード大賞（TBS）
  - プロ野球戦力外通告・クビを宣告された男達（TBS）
  - 村上信五のスポーツ奇跡の瞬間アワード2018（フジテレビ）[744][注 142]
  - ミヤネのナンバーワン2018（関西テレビ）[745]
  - よしもと爆笑!データバンク2018 平成最後のハンパない生100人SP そだね〜!（関西テレビ）[746]
  - 逆転ピープルズ2018〜大赤字からの脱出SP〜（テレビ愛知）[747]
  - 博多華丸・大吉の九州アスリートーク2018（テレビ西日本）
- 31日
  - クイズ☆正解は一年後（30日深夜、TBS）
  - 中央競馬2018総集編（30日深夜、フジテレビ）
  - 全国自治宝くじ 年末ジャンボ抽せん会（NHK総合）
  - 第69回NHK紅白歌合戦（NHK総合・BS4K・8K）
  - N響“第9”演奏会（NHK Eテレ）
  - クラシック・ハイライト2018（NHK Eテレ）
  - 平成最後の大晦日スペシャル!SASUKE2018&ボクシング井岡一翔世界タイトルマッチ（TBS）※前年までの『KYOKUGEN』シリーズから改題・リニューアル、2部構成[748]。
  - 大みそか列島縦断LIVE 景気満開テレビ2018（フジテレビ）
  - 上方漫才トラディショナル（毎日放送）[749]
- 31日 - 2019年1月1日
  - ゆく年くる年（NHK総合）
  - よゐこの無人島0円生活（テレビ朝日）[750]
  - 東急ジルベスターコンサート2018-2019（テレビ東京・BSテレ東）
  - ジャニーズカウントダウン2018-2019（フジテレビ）[751]
  - あけおめ!声優大集合2019（NHK BSプレミアム）
  - ゆく桃くる桃〜第2回 ももいろ歌合戦〜（BS日テレ・フジテレビNEXT・テレ玉）[752]

### 1年間で複数回放送された特番
- 1月1日（プロローグ）/ 5月5日〜12月1日（毎月第1週） - グレートトラバース3 日本三百名山全山人力踏破（NHK BSプレミアム）[831]
- 1月1日 / 4月15日、5月13日、6月10日、7月15日[注 158] - こんな田舎がアルか否か!?（テレビ朝日）[467][注 159][832]
- 1月1日、6月20日 - ザ・発言X〜なんでそんなこと言ったの?〜（日本テレビ）[注 160]
- 1月1日・2日（第2弾）、3月22日・23日（第3弾） - ふれあい!乾杯!日本ご当地 はたらき旅（BS-TBS）
- 1月2日（1日深夜）、15日（14日深夜） - 告白。五輪冬物語（フジテレビ）
- 1月2日、4月9日（8日深夜） - 出川哲朗とバリバリウーマン!（フジテレビ）[3][833]
- 1月2日 - 吉田類 北海道ぶらり街めぐり 上川編（北海道放送）[834]
- 1月2日（新春SP）、2月10日、3月24日、4月28日、6月9日、9月1日、11月10日 - 藤あや子・坂本冬美・香西かおり・伍代夏子 艶歌四人姫!（BSフジ）
- 1月2日（1）、4月7日（2） - 大人が知らない!!日本史の新常識（BSフジ）[835]
- 1月3日（2日深夜）[3]、4月25日[注 161]、7月14日 - 若林&指原のいま部屋探してます（フジテレビ）[836]
- 1月3日、12月27日 - 全日本歌唱力選手権 歌唱王（日本テレビ）[837]
- 1月3日、3月17日 - 一・二・三!羽生善治の大逆転将棋（NHK BSプレミアム）[838]
- 1月3日・7月29日（第8話） - 日本遺産物語（BSフジ）
- 1月4日（2本立て）、8月15日・16日 - JAPANGLE（NHK Eテレ）
- 1月4日（第2集） - 人体くん（NHK Eテレ）[注 162]
- 1月4日、12月14日（13日深夜） - 物置開けてみませんか?（読売テレビ）[839]
- 1月5日、7月7日、10月28日 - ピン子通販やるってよ〜本日開店!ピン子デパート〜（TBS）
- 1月5日（第5巻）、12月30日（第6巻） - 古代文明ミステリー たけしの新・世界七不思議大百科（テレビ東京）[476]
- 1月6日、7月21日 - ミルリッチ（TBS）[注 13]
- 1月6日（9）[3]、10月27日（10） - 世界法廷ミステリー（フジテレビ）[注 7]
- 1月6日（新春SP[840]）、3月10日、5月12日、7月1日(上半期SP)、7月14日、9月8日、11月10日 - 感動!大相撲がっぷり総見（BSフジ）
- 1月7日、8日、3月21日、29日 - にっぽん紀行（NHK総合）
- 1月7日（7）、8月5日（8） - いくぞニッポン!こども経済TV7（テレビ東京）[841]
- 1月8日、9月1日（総合） / 6月9日（BS）[221] - 世界プリンス・プリンセス物語（NHK総合・BSプレミアム）
- 1月10日（9日深夜、2018新春）、3月19日[842]、4月2日（1日深夜、2018春）、10月3日（2日深夜、2018秋） - 寺門ジモンの取材拒否の店（フジテレビ）
- 1月10日、5月20日[注 119] - 世界がザワついた（秘）映像 ビートたけしの知らないニュース（テレビ朝日）
- 1月10日（1）、7月11日（2）、9月19日（3）、12月21日（4） - 非常事態発生!ワールド犯罪ミステリー（TBS）[843][注 14]
- 1月10日（第二幕）、9月8日（第三幕） - 密着!すもう部屋物語（BS日テレ）
- 1月12日、9月28日[372] - 芸能界特技王決定戦 TEPPEN（フジテレビ）[注 9]
- 1月13日（7） / 4月7日、7月28日、10月13日（季1回レギュラー） - タイプライターズ〜物書きの世界〜（フジテレビ・BSフジ）[844]※BSフジは4月28日より月1回レギュラー
- 1月13日、8月11日(破) - 翔太さまと執事西山のオタワムレ（フジテレビTWO）[845]
- 1月14日(5)、2月15日(6)、3月14日(7)、6月17日(8)、7月15日(9)、8月19日(10)、9月9日(11)、10月14日(12)、11月11日(13) - 命を救う!スゴ腕ドクター（BS朝日）[846]
- 1月16日、以降月1回（2 - 13） - はじめてのたけし（BSスカパー!）[注 163][847][848]
- 1月17日、2月7日 - VSリアルガチ最強生物（TBS）[注 164]
- 1月18日、4月3日、9月23日 - メイドインジャパン（TBS）[849]
- 1月20日(1)[注 13]、4月25日(2)[850]、7月25日(3)[注 14][851] - 実家を片づけてみませんか?（TBS）
- 1月20日、4月28日（2）、10月20日（3） - 鉄道沿線ひたすら歩き旅（テレビ東京）[注 107]
- 1月21日、3月4日、7月28日、10月20日 - 乃木坂46のガクたび!（NHK BSプレミアム）
- 1月21日（3）、2月25日（4） - 命の星「地球」物語（BS-TBS）[852]
- 1月22日（21日深夜）、6月23日 - フェイQニュース（関西テレビ）[853]
- 1月24日、4月18日 - アイ・アム・冒険少年（TBS）[注 164]
- 1月25日（Round2）、10月18日（Round3）- 戦う!料理男子 COOK BOSS（読売テレビ）[854][注 165]
- 1月27日、3月14日 - 明日世界が終わるとしても（NHK BS1）[855]
- 1月27日、11月23日 - 出張!出川保育園（東海テレビ）[856]
- 1月28日(27日深夜)、2月18日(17日深夜)、3月18日(17日深夜) - 女子高生ミスコン2017-2018 FINALIST 〜ハレトキドキJK〜（BS日テレ）[857]
- 1月28日[注 151]、10月20日、12月14日 - しくじり先生 俺みたいになるな!!SP（テレビ朝日）
- 1月28日（2）[注 46]、8月14日（3） - 東京湾大調査!お魚ぜんぶ獲ってみた（テレビ東京）[注 166]
- 1月28日(22)、3月4日(23)、18日(24)、7月22日(25)、8月12日(26)、11月11日(27)、12月9日(28) - もんくもん（読売テレビ）
- 1月31日（春）、9月26日（秋） - 緊急!公開大捜索'18（TBS）
- 2月2日、3月2日、4月6日・13日、7月13日・8月7日[注 167]、9月22日、10月5日、12月18日・19日 - LIFE!〜人生に捧げるコント〜（NHK総合）
- 2月3日、5月5日、9月8日、22日、10月13日、12月8日 - 食の健康サミット（テレビ東京）[注 168]
- 2月3日、5月5日、12月29日 - くうねるあそぶ こども応援宣言（NHK Eテレ）
- 2月3日（2）、5月26日（3） - 千原ジュニアの田舎でみやげ話を探す旅（テレビ東京）[注 107][注 169]
- 2月3日、9月29日（2） - アリなの?ナシなの?田舎セレブ（朝日放送→朝日放送テレビ）[858][859]
- 2月4日（2）、7月15日（3）[注 170] - 激撮!救命救急リアル現場（テレビ東京）[注 46]
- 2月9日、8月13日 - インテリが知らない世界のおバカ疑問（日本テレビ）
- 2月11日、7月15日 - ローカル単線でめぐる旬旅（BSフジ）
- 2月11日[注 6]、8月10日（2）[注 9] - ゲキタイレンジャー〜凶悪害獣VS職人の技〜（フジテレビ）
- 2月13日、6月3日 - リア10〜最新トレンド乱キング〜（TBS）
- 2月14日（第1集） - ジオ・ジャパン〜絶景列島を行く（NHK BSプレミアム）[860]
- 2月14日、3月17日 - シリーズ 深読み読書会（NHK BSプレミアム）
- 2月17日、8月25日 - 世界!銅像になったニッポン人（TBS）[注 13]
- 2月18日、4月28日、8月18日、12月1日 - 六角精児の呑み鉄本線・日本旅（NHK BSプレミアム）[861]
- 2月18日、11月4日 - 空き家、つぶします〜ワケあり物件VS依頼殺到の解体名人〜（フジテレビ）[862][注 6]
- 2月19日、9月27日 - ダイエットJAPAN（テレビ東京）[863]
- 2月24日、6月30日 - 久本雅美のこれぞにっぽん（日本テレビ）
  - 11月10日 - これぞ久本雅美 たまらん逸品 ※改題
- 2月24日、11月10日（2） - 世界怪魚列伝（BS日テレ）
- 2月24日（BS日テレ）、3月17日（四国放送） - 吉野川を制す者は世界を制す〜AKB48峯岸みなみinウォータースポーツのまち・徳島県三好市〜（四国放送）[864][865]
- 2月25日、9月22日 - 林先生が世の中のギモンを徹底解説 よくわかる!なっとく授業（BS朝日）[866]
- 2月28日(27日深夜)、3月7日(6日深夜) - bot（フジテレビ）[867]
- 2月28日(第4弾)、5月2日(第5弾) - 犯人に告ぐ!盗聴盗撮 怒りの追跡バスターズ（TBS）[注 14]
- 3月1日（2）、5月6日（3）、7月22日（4） - お宝レコード発掘の旅 あなたの思い出の曲かけさせてください（BS朝日）[868]
- 3月3日、5月13日、7月1日、29日、9月2日、16日、11月11日、12月2日 - メルクリウスの扉（テレビ東京）
- 3月4日[注 46]、6月21日 - あなたの家にもお宝が!突撃!しあわせ買取隊（テレビ東京）
- 3月4日、7月28日 - ロンブー淳 ニッポンの優しいまち（テレビ東京）[869]
- 3月9日、23日 - 時空博物館（BSフジ）[注 122][870]
- 3月10日（春）、10月20日（秋） - のどじまんTHEワールド!2018春・秋（日本テレビ）
- 3月10日、4月14日(2018春の傑作選)、7月14日、12月8日 - 名歌復活!〜弾き語り昭和のメロディー〜（BSフジ）[871]
- 3月11日[注 6] / 10月19日[注 9] - 今夜解禁!開かずの扉〜超カギ開け師が眠れるお宝発掘SP〜（フジテレビ）
- 3月12日・19日・26日・4月2日 - 動画投稿バラエティ♯部活ONE!〜世界でバズれ!スターへの道!〜（朝日放送→朝日放送テレビ）[872]
- 3月16日、12月30日 - ニッポンの技で世界を修理 世界!職人ワゴン（テレビ東京）
- 3月17日(16日深夜)、9月22日(21日深夜) - ゲームズ・ボンド（テレビ朝日）[873]
- 3月17日、11月10日 - いい旅・夢気分スペシャル（テレビ東京）[注 107]
  - 12月2日 - 4K放送スタート記念 いい旅・夢気分〜4K映像でめぐる感動の大絶景SP〜（BSテレ東）
- 3月19日、8月28日 - 2人の#（NHK Eテレ）[874]
- 3月20日、8月13日、10月13日 - 神々のスマホ（NHK総合）
- 3月22日（3）、7月7日（4）、12月23日（5） - ウチ、"断捨離"しました!（BS朝日）[875]
- 3月24日、6月23日、9月15日、12月22日 - エンタの神様大爆笑の最強ネタ大大連発SP（日本テレビ）
- 3月26日(25日深夜)、8月13日(12日深夜) / 10月8日(※全国ネット) - 全人類がリサーチャー!特定せよ!（関西テレビ）[876]
- 3月26日、27日、28日、4月30日、5月2日、8月9日、10日、10月2日、12月17日、18日、19日 - ノーナレ（NHK総合）
- 3月26日、9月23日（2） - 高田純次のぶらり!夜の盛り場はしご酒（BS朝日）[877]
- 3月27日(8。26日深夜) - 漫才・コント・音ネタトーナメント ウケタモンガチ!（読売テレビ）[878]
- 3月27日(26日深夜)、4月3日(2日深夜)、8月25日 - 朝までに… 〜寝ている間にサプライズ大作戦〜（テレビ東京）[879][注 95]
- 3月27日、10月2日 - 明日は我がミーティング（TBS）
- 3月27日、10月31日 - なんでそんなに高いのか!?（日本テレビ）
- 3月28日、6月2日、8月23日、11月24日 - さし旅（NHK総合）
- 3月28日・29日（2回）、9月17日 -マリーの知っとこ!ジャポン（NHK Eテレ）[880]
- 3月28日・29日（Part1、全2回）、12月29日（Part2） - 大人の名曲ライブ 今宵☆jazzyに!（BS日テレ）[881][882]
- 3月30日、9月21日 - 関ジャニ∞のTheモーツァルト 音楽王No.1決定戦（テレビ朝日）
- 3月30日[注 9][159]（5）、9月17日（6） - さんまの東大方程式（フジテレビ）
- 3月31日、4月29日、5月19日、6月10日（野球中継前に放送） / 5月27日、8月5日（単独） - 亀梨和也のプロ野球Fun!ミーティング（日本テレビ）[注 171]
- 3月31日（7） - 大阪人の謎カル"チャー"調べてみたらスゴかった"ワォ"!（朝日放送→朝日放送テレビ）[883]
- 3月31日（13）、7月14日（14）、10月24日（15）、12月22日（16） - たけしの“これがホントのニッポン芸能史”（NHK BSプレミアム）
- 3月31日、6月30日、9月29日、11月24日 - ヒポクラテスの誓い（BS-TBS）[884]
- 4月1日、9月30日 - 3秒聴けば誰でもわかる名曲ベスト100（テレビ東京）
- 4月1日、10月7日 - DASHでイッテQ!行列ができるしゃべくり 日テレ系人気番組No.1決定戦（日本テレビ）
- 4月2日[159]、10月1日[372] - FNS番組対抗!オールスター春の祭典 目利き王決定戦（フジテレビ）
- 4月3日（3）、8月10日（4）、10月8日（5）、12月26日（6） - 世界が騒然!本当にあった(秘)ミステリー（テレビ東京）
- 4月4日、6月6日 - マサカの映像グランプリ（TBS）[注 14]
- 4月4日、8月31日 - バカリズムのそこスルーする!?（フジテレビ）[159][885]
- 4月5日（春）、9月26日（秋） - ザ・タイムショック 新クイズ王決定戦SP2018（テレビ朝日）
- 4月5日（11）、12月27日（12） - ぶっこみジャパニーズ（TBS）
- 4月6日、9月28日 - 今夜解禁!ザ・因縁（TBS）
- 4月7日、8月25日 - ヤミツキ人生!（NHK BSプレミアム）[注 172]
- 4月7日（#2）、11月24日（#3） - ザ・マジックシアター 奇跡のコラボ神技スペシャル!（BSフジ）
- 4月8日(7日深夜[注 173])、28日(テレビ東京[注 174])、29日(28日深夜、TBS[注 175])、9月25日(テレビ東京[注 176]) - パパパパラビ!（TBS・テレビ東京）
- 4月8日、8月6日 - 女が女に怒る夜（日本テレビ）[注 177]
- 4月8日[159]、9月16日 - 超絶 気持ちいい瞬間ベスト50（フジテレビ）[注 6]
- 4月9日（8日深夜）、7月30日（29日深夜）、11月11日（10日深夜）、12月30日 - World Baseballエンタテイメント たまッチ!（フジテレビ）
- 4月9日、10月1日[372] - HEY!HEY!NEO!（フジテレビ）
- 4月10日(9日深夜)・17日(16日深夜)・7月17日(16日深夜)・24日(23日深夜) - ハイパーハードボイルドグルメリポート 〜ヤバい世界のヤバい奴らのヤバい飯〜（テレビ東京）[注 95][注 178]
- 4月10日（10）、6月19日（11）、11月28日（12） - 予約殺到!スゴ腕の専門外来スペシャル（毎日放送・TBS）[887]
- 4月10日、10月2日 - これが日本の新常識!なぜあの歴史は消えたのか?（テレビ東京）[888]
- 4月11日、10月27日 - 特捜!最強FBI緊急捜査 日本未解決事件を追う!（フジテレビ）
- 4月11日、12月1日 - 出川哲朗のリアルガチバトル（TBS）[889]
- 4月12日（11日深夜）、7月1日、8月13日 - Sexy Zoneのたった3日間で人生は変わるのか!?（日本テレビ）[890][891]
- 4月14日（3） - たけしが行く!わがままオヤジ旅（テレビ東京）
- 4月14日、9月22日（VOL.2） - 告白応援番組 そうだ!恋をしよう（NHK BSプレミアム）[892]
- 4月15日[注 5]、10月24日 - グレート☆コネクション（日本テレビ）
- 4月15日、9月23日 - 大改造!!劇的ビフォーアフター（朝日放送テレビ）
- 4月15日・22日(京都) - 笑う洋学園（NHK BSプレミアム）[893]
- 4月18日、9月5日 - 尾行バラエティ ドコへ行くのか!?（TBS）[894]
- 4月22日、10月6日 - ニッポンまち自慢 3択クイズ ダマしてごめん!（中京テレビ）[895][注 179]
- 4月24日(23日深夜)・5月1日(4月30日深夜) - いま参勤交代中です!お馬さんパカパカ旅（テレビ東京）[896][注 95]
- 4月25日（BS）、5月30日（総合） - ボディーミュージアム（NHK BSプレミアム・総合）[897][898]
- 4月27日・5月4日 - ナゴヤにたけしがやって来た!（東海テレビ）[899][900]
- 4月28日、以降月1回(全10回) - 宝刀 〜日本人の魂と技〜（三重テレビ）[901]
- 4月29日、7月21日、10月25日 - 秦佐和子が行く 今日は古都ジェニック（KBS京都）[902]
- 4月30日（第4回）、12月22日（第5回） - 明石家紅白!（NHK総合）
- 5月1日、8月1日、10月27日 - 境界調査バラエティー ニッポンのワケメ（NHK総合）[903]
- 5月1日、12月20日 - 解体キングダム（NHK総合）[904]
- 5月2日（総合）、8月19日（2018年保存版、BS） - 世界"超驚き!"テーマパークの旅（NHK総合・BSプレミアム）[905]
- 5月3日、11月29日 - ウチの子 ニッポンで元気ですか?（TBS）[注 180][906][907]
- 5月5日、7月7日（2） - 大阪"にがて"克服ツアー〜ホンマはエエとこやでぇ〜（朝日放送テレビ）
- 5月5日、11月3日（2） - 目撃!超逆転スクープ（フジテレビ）[注 7]
- 5月6日（5日深夜） / 9月3日〜24日（全4回） - 落語ディーパー!〜東出・一之輔の噺のはなし〜（NHK Eテレ）[908]
- 5月6日（2018春）、10月8日（2018秋） - 皇室のこころ（BSフジ）[909]
- 5月12日、6月29日 - 行けるトコまで接近中（テレビ朝日）[910]
- 5月16日、8月15日、12月12日 - 最前線!密着警察24時（TBS）[注 14]
- 5月19日、10月17日（3） - アーススキャナー〜宙（そら）からわかる"奇景"の謎〜（NHK BSプレミアム）
- 5月19日、9月1日 - 渡辺直美のNaomeets Fashionista（NHK BSプレミアム）[911]
- 5月20日（11）、9月17日（12） - 熱唱!昭和フォーク（BS朝日）
- 5月23日、10月1日、11月5日 - 世界超絶映像ハンター（TBS）[注 14][912]
- 5月26日、12月1日（2） - さんま&女芸人お泊り会〜人生向上の旅〜（フジテレビ）[注 7][913]
- 5月26日・27日・6月2日・3日（全4回） - AIZU -目覚めよ義の心-（BS日テレ・BS朝日・BS-TBS・BSフジ）[914][915]
- 5月31日〜6月21日（全4回） - エンジン オブ マイライフ（朝日放送テレビ）[916]
- 6月3日(2日深夜、総合)、8月12日(BSプレミアム) - 秋元康の超プレミアム対談（NHK総合・BSプレミアム）[注 181]
- 6月8日、11月23日 - 妻は怒ってます!（フジテレビ）[918][注 9][注 103]
- 6月14日（7）、8月2日（8）、11月9日（9）[注 56] - 衝撃のアノ人に会ってみた!（日本テレビ）
- 6月16日（熊本編）、10月27日（福島県・奥会津編） - ♯新日本いいね!（NHK BSプレミアム）[919]
- 6月22日、12月5日 - 悪い奴を見逃すな!THE犯罪特捜ファイル（テレビ東京）
- 6月23日〜7月21日（全5回） - マイケル・サンデルの白熱教室2018（NHK BS1）[920]
- 6月23日 - 佐藤二朗のその話、マジかっ!?（NHK BSプレミアム）[921]
- 6月29日、10月5日[372] - 実録!金の事件簿〜こんな奴らは許さない〜（フジテレビ）[注 9]
- 6月30日、12月29日
  - あなたも絶対行きたくなる!日本「最強の城」スペシャル（NHK総合）[725][922]
  - ギリギリ昔話（フジテレビ）[注 7]
- 7月1日[注 6]、12月7日[注 9] - 緊急捜査!トラブルSOS最凶サギ師vs熱血弁護士（フジテレビ）
- 7月4日（夏）、12月26日（冬） - 悪者は絶対に許さない!実録!犯罪列島2018（TBS）
- 7月7日〜8日（BS）、8月21日・22日・9月1日（20・21・31日深夜、総合）[注 183]、12月26日（BSのみ） - 欽ちゃんのアドリブで笑(ショー)（NHK BSプレミアム・総合）[923][924]
- 7月14日、12月1日 - 総合診療医ドクターG+（NHK総合）[925]
- 7月16日、11月27日(in高梁市) - 笑アニさまがやってくる!（NHK総合）[926]
- 7月16日、8月11日 - 世界一おもしろい海の家〜ナナナマリーナで笑イーナ!〜（テレビ東京）[927]
- 7月17日（16日深夜） - OWARAIブラックジャック（読売テレビ）[928]
- 7月21日、11月5日 - プロん家に秘密あり!（TBS）[929]
- 7月21日、12月15日 - はじめて東京行ってみたら?〜秘境発!夢を叶える0円バスの旅〜（テレビ東京）[注 107]
- 7月28日（2）[注 184]、12月27日（3） - 世界を救え!サムライバスターズ2〜最恐生物一斉討伐SP!〜（テレビ東京）[930][注 185][注 186]
- 7月29日、12月16日 - ニュースな日本語（日本テレビ）[注 5]
- 7月30日(中国地方)、8月6日(全国) - いのちのうたフェス（NHK広島放送局 / NHK総合）[931]
- 8月5日[注 6]、12月27日 - 人気芸能人にイタズラ!仰天ハプニング100連発（フジテレビ）
- 8月15日、12月26日 - ナレーター有吉（テレビ朝日）[932]
- 8月18日、9月17日、11月23日 - ひとモノガタリ（NHK総合）[933]
- 8月21日、12月27日 - 出川哲朗のランキング先生!（NHK総合）[934]
- 8月27日（1）、11月23日（2） - 春風亭昇太の少年時代工房（BS朝日）[935]
- 9月15日（#1）、12月21日（#2） - はじっこ革命〜そんなとこから、世界は変わる〜（NHK総合）
- 9月22日、10月13日 - バス旅上等!（NHK BSプレミアム）[936]
- 9月23日[注 5]、12月29日 - 東野・加藤この歌が聴きたいベストテン（日本テレビ）
- 10月6日（#1）、11月17日（#2） - AI育成お笑いバトル 師匠×弟子（NHK BSプレミアム）[937]
- 10月6日、11月24日 - ガイロク〈街録〉〜人生最大の失敗　そのとき、あなたは?〜（NHK BSプレミアム）[938]
- 10月11日（10日深夜）、11月15日（14日深夜）、12月6日（5日深夜）、月1回 - 転職さんいらっしゃい!（テレビ朝日）[939]
- 10月19日(九州・沖縄)、11月6日(全国) - 密着!熊本城復旧プロジェクト（NHK福岡放送局 / NHK総合）[940]
- 11月17日（BS-TBS、第1夜）・12月1日（4K、第2夜）・15日（同時、2本） - 世界黄金ミステリー〜市原隼人 幻のスペイン財宝船を追え!（BS-TBS・BS-TBS 4K）[941][942]
- 11月25日(24日深夜)、12月27日(26日深夜) - ウケメン（フジテレビ）[943]
- 11月25日（#9）、12月2日（#10） - ザ・フォークソング〜青春のうた〜（NHK BSプレミアム）[944]

## レギュラー番組のスペシャル版
（※アンコール集中放送（年末年始等）および、事前紹介番組は除く。）

### NHK総合・NHK Eテレ
- 1月1日
  - あけまして、ねほりんぱほりん2018（NHK Eテレ）
  - いないいないばあっ!お正月スペシャル（NHK Eテレ）[954]
  - 超入門!落語 THE MOVIE一挙放送スペシャル2018（NHK総合）
- 1月2日
  - さわやか自然百景 20周年新春スペシャル（NHK総合）
  - ブラタモリ×鶴瓶の家族に乾杯 2018初夢スペシャル（NHK総合）[955]
- 1月3日 - 忍たま乱太郎25年スペシャル さらば忍術学園の段（NHK Eテレ）
- 3月3日 - NHKのど自慢チャンピオン大会2018（NHK総合）[注 193]
- 3月18日、26日 - オドモTV30分拡大スペシャル（NHK Eテレ）※レギュラー開始前[956]
- 3月28日 - きょうの料理60周年記念 土井善晴 家庭料理と民藝をめぐる旅（NHK Eテレ）
- 3月31日
  - 名曲アルバム+（30日深夜、NHK総合）[957]
  - ガールズクラフト春スペシャル2018〜おしゃれアイテムを持って出かけよう!〜（NHK Eテレ）[958][959]
- 4月21日 - 今夜はカバーで名曲を 〜The Covers傑作選2018〜（NHK総合）[注 194][960]
- 5月4日、12月21日 - チコちゃんに叱られる!拡大版SP（NHK総合）[注 189]
- 5月5日 - グレートレース 激走!ハワイ 天国と地獄の250km（NHK総合）[注 195][961]
- 5月26日（春）、8月25日（夏） - 猫のしっぽ カエルの手 2018〜京都・大原 ベニシアの手づくり暮らし〜（NHK Eテレ）
- 7月24日（BS1）、8月25日（総合）、12月31日（総合、年末SP） - 真央が行く!（NHK BS1・総合）
- 8月3日 - なつやすみ!博物館で"にっぽん"びじゅチューン!（NHK Eテレ）[962]
- 8月4日 - 未来塾特別編 華道家・假屋崎省吾プレゼンツ〜東北から8年目の花束を〜（NHK Eテレ）
- 8月13・14・15日（全3回）、20日（総集編） - コワイオハナシノクニ（NHK Eテレ）[963]
- 8月16日 - ネーミングバラエティー 日本人のおなまえっ! いきものおなまえ夏SP（NHK総合）[注 189]
- 8月17日 - デザインあスペシャル（NHK Eテレ）
- 8月27日 - ボキャブライダーSP 第2回高校生対抗!真夏の英単語選手権（NHK Eテレ）[964]
- 8月31日
  - いじめをノックアウトSP第11弾（NHK Eテレ）[672]
  - ハートネットTV+ #8月31日の夜に。〜2018年夏休み ぼくの日記帳〜[672]
- 9月1日 - ウワサの保護者会スペシャル 不登校〜学校に行かなかった人の話を聞いてみる〜（NHK Eテレ）
- 9月17日〜20日 - わしも放送開始5年スペシャル（NHK Eテレ）[965]
- 10月1日 - レイチェルの旅ときどきキッチン in Tokyo（NHK Eテレ）[966]
- 10月3日 - 歴史秘話ヒストリアSP（NHK大阪放送局 / NHK総合）[注 196]
- 10月22日〜25日 - マーヴェラスTVジム（NHK Eテレ）[注 197][967]
- 11月7日 - 美と若さの新常識SP（NHK総合）[注 198]
- 11月11日 - おじゃる丸スペシャル「銀河がマロを呼んでいる ふたりのねがい星」（NHK Eテレ）[注 199]
- 12月24日 - 極上のはなし 演芸図鑑スペシャル対談集（NHK総合）
- 12月25日 - グッと!スポーツ 2018 アスリートが選んだ名場面（NHK総合）[注 196]
- 12月26日 - 又吉直樹のヘウレーカ!スペシャル "生命"にきまりはありますか?（NHK Eテレ）
- 12月29日 - ドキュメント72時間2018年末スペシャル（NHK総合）
- 12月30日 - 探検バクモンスペシャル 平成遺産審議委員会（NHK総合）[注 199]
- 12月31日 - スタジオパークおおみそかスペシャル2018（NHK総合）
- 12月31日 - 2019年1月1日 - 2355-0655年越しをご一緒にスペシャル2018-2019（NHK Eテレ）

### 日本テレビ・NNN・NNS系列
- 1月3日 - ナカイの窓新年拡大SP（日本テレビ）[注 193]
- 1月4日 - 新春ミヤネ屋スペシャル（読売テレビ）
- 1月11日、2月8日、3月29日、4月12日、5月3日、6月7日、9月6日 - 得する人損する人2時間SP（日本テレビ）
- 1月21日（20日深夜） - ワケあり!ヒットゾーン（読売テレビ）[972]
- 1月22日、2月26日、3月26日、4月9日、23日、5月14日、28日、6月18日、7月9日、8月20日、9月3日、24日、10月8日、22日、11月19日、12月3日[注 151] / 12月24日[注 157] - 有吉ゼミSP（日本テレビ）
- 3月11日 - NNN news every.特別版 東日本大震災から7年 災害の新常識（日本テレビ）
- 3月17日、10月4日 - 出川哲朗のアイ・アム・スタディー（日本テレビ）[注 151]
- 3月18日 - 坂上忍と○○の彼女（日本テレビ）[注 199]
- 3月24日、10月3日[注 151] / 12月29日[注 185] - 有吉反省会2時間スペシャル（日本テレビ）
- 3月25日
  - Fun!BASEBALL!! 巨人×楽天 プロ野球開幕まで5日!2018大予想SP（日本テレビ）
  - ゴリ夢中 伊勢志摩スペシャル（中京テレビ）[注 199]
- 3月30日 - テレビ派開幕SP（広島テレビ）
- 3月31日 - 名探偵コナン1時間スペシャル「呪いの仮面は冷たく笑う」（読売テレビ）
- 4月2日、7月9日、10月1日、12月3日 - 人生が変わる1分間の深イイ話2時間スペシャル（日本テレビ）
- 4月28日 - ゴールデンまなびウィーク直前!!所さん×目がテンでにっぽんを、まなぼうSP（日本テレビ）[注 193]
- 5月27日 - 大阪ほんわかテレビ春の特別編（読売テレビ）
- 6月3日 - ヒルナンデス!presents ミッキーのセレブレーション!に潜入するンデス!（日本テレビ）
- 6月17日 - そこまで言って委員会NP拡大2時間半SP「プレイバックジャパン」（読売テレビ）
- 6月30日 - ニノさんSP 赤面!自分クイズ（日本テレビ、22:00 - 23:14）
- 7月3日 - ウチのガヤがすみません!芸人VS○○の超本気対決SP!（日本テレビ）[注 151]
- 8月4日 - namie amuro Final Space（日本テレビ）[注 199]
- 8月25日
  - あさパラ!2時間SP（読売テレビ）
  - 特盛!よしもと 今田・八光のおしゃべりジャングル夏の90分スペシャル（読売テレビ）
  - 八方・陣内・方正の黄金列伝むっちゃ気になるアノ人にアノ事聞きたい!SP（読売テレビ）
- 9月26日 - 元気丸Presents 球団初のリーグ3連覇 カープ祝V9!つかめ日本一SP（広島テレビ）※広島東洋カープセ・リーグ優勝特番
- 10月6日 - どさんこ特番 北海道胆振東部地震から1か月（札幌テレビ）
- 10月14日 - バンキシャ!が見た舞台「魔界転生」（日本テレビ、16:10 - 17:00）
- 11月4日 - 夢空間スポーツブリかまSP もう1頂完結!!祝!2年連続日本一!!（福岡放送）※福岡ソフトバンクホークス日本一特番
- 12月15日 - ぶらり途中下車の旅 師走の京都2時間SP（日本テレビ）

### テレビ朝日・ANN系列
- 1月1日 - 朝まで生テレビ!元旦スペシャル（テレビ朝日）[467]
- 1月2日（前編）・3日（後編） - 渡辺篤史の建もの探訪 家好き芸人集合スペシャル!（テレビ朝日）[989]
- 1月3日(豪華新春3時間SP[467]) / 2月21日、8月29日[注 151] / 4月4日[注 209]、6月27日、9月19日[注 149]、10月10日 - あいつ今何してる?SP[注 212]（テレビ朝日）
- 1月4日(新春SP)[467]、10月11日[注 151] / 3月29日[注 149] - 日本人の3割しか知らないこと くりぃむしちゅーのハナタカ!優越館SP（テレビ朝日）
- 1月5日（4日深夜）
  - くりぃむしちゅー特番 ゲストはくりぃむ（テレビ朝日）[467][990]
  - 新日本プロレス1.4東京ドーム!ワールドプロレスリングスペシャル（テレビ朝日）[467]
- 1月6日[467] - 人生の楽園冬の拡大スペシャル（テレビ朝日）[注 199]
- 1月8日 - 虎バン追悼特別番組 ありがとう!星野仙一さん（朝日放送）[991]
- 1月9日、1月16日、2月13日、3月6日、20日、4月17日、5月8日、29日、7月17日、8月7日、21日、9月25日、10月23日、11月20日、12月11日[注 149] / 7月3日[注 213] - 林修の今でしょ!講座SP（テレビ朝日）
- 1月29日、2月5日、4月30日、5月28日、6月18日、8月6日、10月15日[注 151] / 3月26日、4月2日、5月14日、10月1日、11月26日、12月17日[注 149] / 8月27日、9月24日、12月3日[注 214] - Qさま!!SP（テレビ朝日）
- 1月17日、4月11日、5月2日、8月8日、10月17日、12月5日[注 151] / 3月28日、7月4日、12月26日[注 149] - くりぃむクイズ ミラクル9SP（テレビ朝日）
- 1月23日、2月6日、27日、4月3日、24日、5月15日、6月26日、7月24日、8月14日、9月11日、10月2日、11月6日、12月4日、25日[注 149] / 6月12日[注 151] - 名医とつながる!たけしの家庭の医学SP（朝日放送→朝日放送テレビ）
- 1月27日、2月10日（15分） / 3月31日[注 151] - サタデーステーション拡大SP（テレビ朝日）
- 1月30日、2月20日、3月13日、4月10日、5月1日、22日、6月5日、7月10日、31日、9月18日、10月30日、11月13日、12月18日[注 149] - 世界の村で発見!こんなところに日本人SP（朝日放送→朝日放送テレビ）
- 2月4日 - HTB開局50周年記念 ハナタレナックスEX チームナックスとゆく 北海道美食めぐりの旅in小樽（北海道テレビ）[992][993]
- 2月10日 - ごはんジャパン1時間スペシャル 巨大マカジキ漁×断崖絶壁で作るゆでぼし大根（テレビ朝日）
- 3月12日 - 祝43年目突入!徹子の部屋 最強夢トークスペシャル（テレビ朝日）[注 149]
- 3月27日（13:45 - 15:01）[注 204]、6月12日（12:00 - 12:30）[注 206]、6月18日（12:00 - 12:30・13:40 - 13:55）[注 207][注 215] / 12月28日（年末SP、12:00 - 14:00[注 151]） - ワイド!スクランブル・第2部・拡大SP（テレビ朝日）
- 4月22日 - もえスポ超特大版 パレードも楽天も!まるごと全力生中継!（東日本放送）
- 4月22日・5月27日 - 関ジャム 完全燃SHOW拡大SP（テレビ朝日、22:57 - 翌0:05[注 216]）
- 5月6日 - 相葉マナブ そば処相葉亭1時間スペシャル 櫻井翔をおもてなし!（テレビ朝日）[注 199][994]
- 6月9日 - 運命のひと押し 芸能人夫婦もうガマン限界 全部テレビで言ってやる!!SP（テレビ朝日）
- 6月16日 - 弁護士といっしょですスペシャル（テレビ朝日）[注 199]
- 6月18日 - キャスト拡大SP（朝日放送テレビ）[注 207]
- 8月4日 - 相葉雅紀&ゴジラ松井も感涙!?熱闘甲子園直前スペシャル!号泣甲子園（朝日放送テレビ）[995]
- 9月5日 - 5up!緊急生放送 新井貴浩 引退表明（広島ホームテレビ）
- 9月18日（17日深夜） - 渡辺直美の100%キレイ★オイシイ旅 in ニューヨーク（テレビ朝日）[注 199][996]
- 10月6日 - 東京らふストーリーSP（テレビ朝日、23:15 - 7日0:05）
- 10月7日（6日深夜）- ラストアイドル特別編 ラストアイドル in AbemaTV総集編一挙大公開（テレビ朝日）
- 12月14日 - 東京23区ハマる女たち（テレビ朝日）[注 199][注 217]
- 12月24日（23日深夜） - アジアカップ開幕直前!やべっちFCクリスマススペシャル（テレビ朝日）[注 199]
- 12月26日（25日深夜） - フリースタイルダンジョンベストバウトスペシャル（テレビ朝日）
- 12月29日 - じゅん散歩歳末DX 一歩一会2018爆笑名場面総決算!（テレビ朝日）

### TBS・JNN系列
- 1月2日、4月19日、6月14日、9月6日、10月4日[注 220]、12月13日 - ニンゲン観察バラエティ モニタリングSP（TBS）[注 149]
- 1月3日 - はやドキ!新春SP（TBS）[7]
- 1月4日[7]、4月12日[注 151] / 9月27日[注 149] - プレバト!!才能ランキング（毎日放送）
- 1月4日[7] / 3月14日[1004]、7月18日[注 14]、10月8日[注 151] / 12月28日（27日深夜、0:40 - 3:35[注 149]） - 世界くらべてみたらSP（TBS）
- 1月5日[7]、12日、2月23日、3月16日、4月13日、5月4日、7月6日、8月17日、9月7日、11月30日[注 151] / 9月21日[注 149] - ぴったんこカン・カンSP（TBS）
- 1月5日[7]、2月16日、3月23日、30日、4月27日、5月25日、7月13日、8月31日、10月19日、11月9日、11月23日、12月28日[注 151] / 10月5日[注 149] - 中居正広のキンスマSP（TBS）
- 1月6日
  - ビジネス・クリック2018キックオフ・スペシャル（5日深夜、TBS）
  - 開運音楽堂2018新春SP!!（TBS）[7]
  - バース・デイSP（TBS）[7]
- 1月6日[7]、20日、2月3日、17日、3月10日、4月21日、28日、5月26日、6月9日、23日、7月7日、28日、8月4日、9月1日、15日、10月20日、11月17日、12月1日、15日[注 151] / 5月12日[注 149] - 炎の体育会TVSP（TBS）
- 1月7日 - サンデーモーニング新春SP（TBS）[7]
- 1月7日[7]、3月25日、4月1日、7月8日、10月7日 - 林先生が驚く初耳学!SP（毎日放送）[注 151]
- 1月9日、2月13日、3月20日、11月6日、12月11日[注 151] / 5月1日[注 149] - 教えてもらう前と後SP（毎日放送）
- 1月9日、4月17日、5月15日、6月5日、7月3日 - マツコの知らない世界SP（TBS）[注 151]
- 1月13日、27日、2月10日、24日、3月3日、24日、5月5日、19日、6月2日、16日、30日、7月21日、8月11日、18日、9月8日、10月13日、27日、11月10日、24日、12月8日、22日[注 151] / 4月14日[注 149] - ジョブチューン アノ職業のヒミツぶっちゃけます!SP（TBS）
- 1月14日、28日、2月11日、3月11日（最終回） - 珍種目No.1は誰だ!? ピラミッド・ダービーSP（TBS）[注 151]
- 1月16日、2月6日、3月13日、27日、7月10日、9月4日、10月2日、12月18日 - この差って何ですか?SP（TBS）[注 151]
- 1月17日、24日、2月7日、4月18日[注 164] / 2月21日[注 149] / 4月4日、11日、5月9日、8月8日、9月5日[注 151] - トコトン掘り下げ隊!生き物にサンキュー!!SP（TBS）
- 1月21日、2月4日、25日、3月18日、25日、4月29日、5月13日、27日、6月10日、24日、7月22日、8月5日、9月2日、16日(※移動前最終回)、10月17日(※移動初回)、11月21日[注 151]/ 4月15日、10月24日、12月19日[注 149] - 東大王SP（TBS）
- 1月29日、2月19日、5月28日、7月16日、10月22日[注 151] / 3月19日・4月23日、5月7日、6月4日、7月30日、9月3日、12月3日[注 149] - 名医のTHE太鼓判!SP（TBS）
- 1月29日、2月19日、5月28日 - ペコジャニ∞!2時間SP（TBS）
- 3月17日 - 花咲かタイムズ10周年記念 うMAX!!!に花咲かメンバー大集合SP（CBCテレビ）[1005]
- 3月18日、5月6日、8月12日、9月16日 - バナナマンのせっかくグルメ!!SP（TBS）[注 199]
- 3月23日、9月28日、12月28日 - 爆報! THE フライデーSP（TBS）[注 151]
- 3月24日、10月27日、12月29日 - 新・情報7days ニュースキャスター拡大SP（TBS）[注 185]
- 4月22日(※初回)、9月9日、12月23日[注 185] / 5月6日、20日、6月3日、17日、7月15日、29日、8月12日、11月11日、25日、12月9日[注 151] / 10月28日（※枠移動・拡大後初回）[注 149] - 坂上&指原のつぶれない店SP（TBS）
- 7月15日 - 所さんお届けモノです!夏休み直前!有名観光地の隣町 海と山、両方行きますSP（毎日放送）[注 199]
- 7月29日 - 元就。2時間半夏休みスペシャル すたこら亭参上!世羅でピザの食材獲ったど〜の巻（中国放送）[1006]
- 8月12日 - 皇室アルバム3000回特別番組 平成最後の夏 今ふりかえる 素顔の天皇ご一家（毎日放送）[1007]
- 9月12日 - 今日ドキッ!スペシャル 震度7、その時何が…（北海道放送）
- 11月28日 - ウォッチン!スペシャル ラーメン王子グランプリ2018（東北放送）[注 199][1008]
- 12月29日 - サタデープラス年末マルわかり3時間スペシャル（毎日放送）
- 12月30日（29日深夜） - 7つの海を楽しもう!世界さまぁ〜リゾート1時間SP（TBS）

### テレビ東京・TXN系列
- 1月1日 - 天才アスリート〜みらいのつくりかた〜新春SP（テレビ東京）[476]
- 1月3日（2日深夜） - NEO決戦バラエティ キングちゃん新春SP（テレビ東京）第3シリーズ開始前[1014]
- 1月8日 - 乃木坂工事中1時間SP（7日深夜、テレビ愛知）
- 1月9日、23日、2月13日、27日、3月13日、27日、4月24日、5月15日、29日、7月3日、24日、8月21日、9月4日、18日、10月16日、23日、11月6日、20日、12月11日、18日 - ヒャッキン!2時間SP（テレビ東京）
- 1月10日、24日、2月7日、14日、3月14日、21日、4月11日、25日、5月16日、30日、6月13日、7月4日、8月8日[注 224]、22日、9月26日、10月3日、24日、11月7日、28日、12月12日 - ソレダメ!〜あなたの常識は非常識!?〜2時間SP（テレビ東京）
- 1月16日、30日、2月6日、20日、3月6日、20日、4月17日、5月8日、22日、6月26日、7月10日、31日、8月28日、9月11日、25日、10月9日、30日、11月27日、12月4日[注 151] / 11月13日、12月25日[注 149][709] - ありえへん∞世界SP（テレビ東京）
- 1月18日、3月1日、15日、4月5日、5月24日、6月28日、7月19日、8月30日、9月13日、10月18日、11月8日、29日、12月13日 - 主治医が見つかる診療所SP（テレビ東京）[注 151]
- 1月31日 - じっくり聞いタロウ タブーに斬り込む!大暴露SP（テレビ東京）[注 151]
- 2月4日 - 大勇者ああああ〜e-スポーツU-23選手権頂点祭〜（テレビ東京）
- 2月26日、3月26日、4月9日、5月21日、9月24日、10月15日、11月26日[注 151] / 12月24日[注 149] - 世界!ニッポン行きたい人応援団SP（テレビ東京）
- 3月5日、19日、4月2日、6月18日、7月9日、16日、8月13日、9月10日、10月22日、11月19日、12月10日、17日[注 151] / 10月1日[注 149] - 世界ナゼそこに?日本人 〜知られざる波瀾万丈伝〜SP（テレビ東京）
- 3月17日 - ミライダネ!1時間SP（テレビ東京）
- 3月31日
  - 母ちゃんに逢いたい!最終回SP（テレビ東京。10:30 - 11:00・11:03 - 12:00）[注 193]
  - プライド せとうち経済のチカラ キックオフスペシャル（テレビせとうち）[1015][注 199]※放送開始事前SP
- 4月10日 - 開運!なんでも鑑定団春の2時間スペシャル（テレビ東京）[注 151]
- 7月2日（1日深夜） - ひらがな推しスペシャル（テレビ東京）[注 199]
- 7月21日 - メッセンジャー黒田の愛知"ぶら珍"めぐり（テレビ愛知）[1016][注 225]
- 8月4日 - おとな旅あるき旅70分スペシャル!!大阪駅半径1Kmうまいもん探し!（テレビ大阪）
- 9月22日 - 出没!アド街ック天国スペシャル（テレビ東京）[注 193]
- 9月24日 - 月〜金お昼のソングショー ひるソン!スペシャル（テレビ東京）[注 199]
- 10月11日（※初回）、11月22日 - あなたのゴミをお金に換えます!突撃!しあわせ買取隊SP（テレビ東京）[注 151]
- 12月23日 - 最強探知機で大調査!日本の"お宝"ぜんぶ掘る大作戦（テレビ東京）[注 46]
- 12月24日 - そろそろ にちようチャップリン お笑い王決定戦2018グランドチャンピオン大会（テレビ東京）[注 193]
- 12月26日
  - よじごじDaysスペシャル（テレビ東京）[注 226]
  - チマタの噺スペシャル（テレビ東京）[注 193]
- 12月27日 - MelodiX!premium年末スペシャル（テレビ東京）[注 151][1017]
- 12月28日
  - 旅スルおつかれ様〜ハーフタイムツアーズ〜SP（テレビ東京）
  - 斉木楠雄のΨ難 完結編（テレビ東京） [1018]
  - THE フィッシング35周年特別番組 濱田岳が挑む!憧れのビッグサーモン〜カナダ釣り紀行〜（テレビ大阪）[1019]
- 12月30日
  - 青春高校3年C組 感動のウインターライブSP（29日深夜、テレビ東京）

### フジテレビ・FNN・FNS系列
- 1月1日
  - いただきハイジャンプ新春SP（フジテレビ）[468]
  - 快傑えみちゃんねる 上沼恵美子VS12人の芸能人たち!裏も表もすべて見せます!芸能界ぶっちゃけSP（関西テレビ）
- 1月2日
  - 皇室ご一家新春スペシャル2018（フジテレビ）[3]
  - 有吉くんの正直さんぽ新春さんぽ初めin城崎温泉（フジテレビ）[3]
- 1月3日
  - 大杉漣の漣ぽっ〜2018年は鎌倉を歩いて運気を上げよう!〜（BSフジ / フジテレビ）[3][1034][注 230][注 231]
  - 村上マヨネーズのツッコませて頂きます!〜2018年新年会SP〜（関西テレビ）[注 193][3]
  - 関ジャニ∞クロニクルぶち上げろ2018正月SP（フジテレビ）[注 199][1036]
  - よ〜いドン!お正月スペシャル（関西テレビ）[注 185]
- 1月6日 - ミュージャック新年1発目SP（5日深夜、関西テレビ）
- 1月6日(※パイロット版) / 4月25日(初回)[1037]、9月12日、10月3日[372][注 151] / 6月27日[注 157] / 12月26日[注 185] - 林修のニッポンドリルSP（フジテレビ）
- 1月7日 - サザエさんお正月スペシャル（フジテレビ）[注 193][3]
- 1月8日[3]、15日、2月12日、4月9日[159]、5月7日、6月25日、7月9日、23日、9月17日、10月8日[372][注 151] - ネプリーグSP（フジテレビ）
- 1月9日、2月27日、3月20日、4月10日[159]、6月26日、9月4日、10月2日[372]、12月4日 - 今夜はナゾトレ2時間SP（フジテレビ）
- 1月16日、3月27日[159]、4月17日、7月3日 - 潜在能力テストSP（フジテレビ）[注 151]
- 1月17日、2月7日、3月14日 / 4月4日、11日[159]、5月2日、7月4日、9月5日、10月10日[372] - 世界の何だコレ!?ミステリーSP（フジテレビ）[注 151]
- 1月17日[注 151] / 3月28日(最終回)[159][注 193] - 良かれと思って!SP（フジテレビ）
- 1月19日[注 9](パイロット版)、5月5日(※初回)、7月7日、9月15日(※最終回) - 世界!極タウンに住んでみるSP（フジテレビ）
- 2月4日[注 151]、8月12日[注 149]、12月23日 - Mr.サンデー拡大SP（フジテレビ・関西テレビ）
- 2月10日 - ハイヒールの真昼間市場 どーもアリガト!まだまだいくでぇSP!（関西テレビ）
- 2月14日、28日[注 151] / 3月28日(最終回)[159][注 149][1038] - おじゃMAP!!SP（フジテレビ）
- 3月20日 - 10周年だよ!にじいろジーン世界で大変身SP!!ハリウッド女優(秘)プライベートから豪邸リフォームまで全部見せます!（関西テレビ）[注 151][1039][1040]
- 3月24日[注 193]、12月29日[注 199] - もしもツアーズSP（フジテレビ）
- 3月25日
  - FUJIYAMA FIGHT CLUB SP（24日深夜、フジテレビ）
  - ウチくる!?最終回SP（フジテレビ）[注 193]
- 3月28日 - STU48のがんばりまSU!〜SKE48姉さん、色々教えてつかーさい!SP〜（27日深夜、テレビ新広島）[注 199]
- 3月30日[159]、5月11日、7月6日、10月5日[372][注 196] / 12月28日 - 全力!脱力タイムズSP（フジテレビ）
- 3月31日 - 雨上がりのナニモン!?SP（関西テレビ。16:00 - 17:00）※最終回[注 199]
- 4月2日(初回)、4月30日〜5月4日 - プライムニュース イブニング拡大SP（フジテレビ、15:50 - 16:50）
- 4月6日[159][注 196] - Love music特別篇 絆のうた（フジテレビ）[1041]
- 4月10日[159][注 193]、7月10日[注 151] - 有吉弘行のダレトク!?SP（関西テレビ）
- 4月12日[159][注 185]、10月4日[372][注 193] - アウト×デラックスSP（フジテレビ）
- 4月13日[159] - ダウンタウンなうSP（フジテレビ）※1時間37分
- 4月18日（※初回）、8月8日、10月3日[372]、12月26日[注 151] / 7月11日[注 193] - 梅沢富美男のズバッと聞きます!SP（フジテレビ）
- 4月19日（※初回）、7月12日、8月16日、10月4日[372]、11月29日、12月13日 - 直撃!シンソウ坂上SP（フジテレビ）[注 151]
- 4月21日（20日深夜） - Tune〜ジェジュンに密着!ライブ&ドキュメントスペシャル〜（フジテレビ）[1042]
- 4月22日 - スポルたん!LIVESP 羽生結弦選手 凱旋パレード生中継!（仙台放送）[注 221]
- 4月29日、12月23日 - マルコポロリ!SP（関西テレビ）[注 193]
- 5月5日（※初回）/ 7月7日 - 世界!極タウンに住んでみるSP（フジテレビ）[注 151]
- 5月26日 - 天才の方程式in香港マカオ（フジテレビ）[注 232]
- 6月9日 - なんしょん?ありがとう放送1000回SP!SP（岡山放送）[注 151]
- 8月10日 - 祝!くさデカ20周年 ギャル曽根&静岡出身・有名人の自慢のアレ25連発スペシャル（テレビ静岡）[注 199]
- 8月17日 - てっぺん!ゴールデン夏祭り どっちがスゴイ!?静岡ご当地自慢スペシャル（テレビ静岡）[注 199]
- 8月25日 - カンテレ開局60周年特別番組 関ジャニ∞のジャニ勉 先輩に学ぶ頑固道SP（関西テレビ）[注 151]
- 9月1日 - 土曜日開校!NMBとまなぶくん芸術の秋を彩る2大イベント大公開SP（関西テレビ）
- 9月8日 - みんなのテレビ特別版 胆振東部地震特番（北海道文化放送、13:00 - 14:25）
- 9月28日 - ブラ迷相談部スペシャル!（東海テレビ）[1043]
- 10月6日 - めざましテレビ特大号 リポーターやってください!（フジテレビ）※『ドラマツアーズ』に代わる事実上の新企画。
- 10月12日 - 坂上どうぶつ王国初回3時間SP（フジテレビ）
- 11月10日 - ノンストップ! presents 私のイチオシAWARD2018 出演者のガチNo.1アイテム教えます。（フジテレビ）
- 12月21日 - いいすぽ!（20日深夜、フジテレビ）
- 12月23日 - ちびまる子ちゃん もうすぐクリスマス!町内のど自慢スペシャル（フジテレビ）[1044]
- 12月27日 - 伊勢でぶら納め!雨上がりのフォトぶら♪年末SP（関西テレビ）
- 12月28日 - バイキング・ザ・ゴールデン（フジテレビ）[注 157][1045]
- 12月29日 - ライオンのグータッチ グータッチ動画大賞2018年末SP（フジテレビ）
- 12月31日
  - 川島&ノブ ウダ馬なし 2018年ケイバ界を総ざらいSP（30日深夜、関西テレビ）
  - やすとも・友近のキメツケ!※あくまで個人の感想です今年のニュースで言いたい放題!おネエ集結!大みそか2時間SP（関西テレビ）[1046]
  - コヤぶるッ!SPORTS大忘年会SP（関西テレビ）[1047]

### クロスネット局・トリプルクロスネット局・独立局
- 1月1日
  - NEW YEAR CROSS 2018（TOKYO MX1）
  - 初春浅草お茶の間寄席（チバテレ）
- 1月2日 - 熱血BO-SO TVリッキーのローカル鉄道オタク旅総集編　総武本線（チバテレ）
- 3月29日 - 熱血!タイガース党 2018開幕直前スペシャル（サンテレビ）※2017年度最終回
- 3月31日 - シャド場1時間SP（TOKYO MX1）
- 5月27日 - 世界遺産登録25周年記念 第69回姫路お城まつり（サンテレビ）[注 233]
- 10月13日 - 上田市へ行こう拡大版〜歴史と文化の薫る旅〜（テレビ埼玉）[1048]
- 12月29日 - 北野誠、DAISのこれから…1時間スペシャル（TOKYO MX1）
- 12月31日 - 大晦日ハッピーライフ! 平成に恋して（TOKYO MX1）

### BS・CS
- 1月3日 - 感動列車「ななつ星 in 九州」の旅 日経プラス10特別編（BSジャパン）
- 1月3日、10日、5月9日、7月25日、8月8日 - 美しい日本に出会う旅2時間SP（BS-TBS）
- 1月4日 - 昭和歌謡ベストテン 冬に聴きたい名曲お正月スペシャル（BS-TBS）[注 151]
- 1月5日、10月19日 - 美の壺スペシャル（NHK BSプレミアム）[注 193]
- 1月8日、2月12日、5月14日、6月11日、7月9日、8月13日 - かわいいアニマル大集合!どうぶつのじかん2時間SP（BS-TBS）
- 1月9日、2月6日、3月13日、4月3日、5月15日、7月10日、8月7日 - 日本の旬を行く!路線バスの旅2時間SP（BS-TBS）
- 1月12日、3月16日 - ぶらぶら美術・博物館2時間SP（BS日テレ）
- 1月12日、6月15日[注 151] / 2月16日、3月16日、5月18日、8月17日[注 151] / 6月15日[注 193] - 徳光和夫の名曲にっぽんSP（BSジャパン）
- 1月15日、3月4日、5月21日、10月15日 - 子供たちに残したい 美しい日本のうたスペシャル（BS朝日）[注 151]
- 2月5日、5月7日、8月6日 - 世界一周 魅惑の鉄道紀行2時間SP（BS-TBS）
- 2月6日 - 三宅裕司のふるさと探訪〜こだわり田舎自慢〜 京都・奈良 古都横断!ふれあい2時間SP（BS日テレ）
- 2月13日、3月6日、4月10日、5月8日、7月3日 - 日本名曲アルバム2時間SP（BS-TBS）
- 2月25日 - 武井壮のゴルフコロッセオSP inハワイ（BS日テレ）
- 3月4日 - 日テレポシュレ BS店在庫一掃SP（BS日テレ）[注 151]
- 3月25日
  - 石坂浩二のニッポン凄い人名鑑 ニッポンのレジェンドSP（BSジャパン）[注 151]
  - カンニングのDAI安☆吉日!最終回拡大SP（BSフジ）※40分拡大
- 3月29日 - ジョブレボ!働くってなんだ!?スペシャル（BSジャパン）
- 4月2日、7月2日 - 出発!ローカル線 聞きこみ発見旅SP（BSジャパン）[注 149]
- 5月19日 - 深層NEWSスペシャル 完全生中継 The Royal Wedding〜王子と女優のLove Story〜（BS日テレ）[1059][1060]
- 6月8日 - 高島礼子が家宝捜索!蔵の中には何がある?2時間SP（BS-TBS）
- 7月9日 - ワタシが日本に住む理由SP（BSジャパン）[注 149]
- 8月7日 - 次ナルTV-G100回記念!超特急ユースケ 大好きな秋田できりたんぽースペシャル（フジテレビNEXT）[1061][注 235]
- 8月17日 - 由紀さおりの素敵な音楽館2時間SP（BS-TBS）
- 9月1日 - 卓球ジャパンスペシャル!（BSジャパン）[注 151]
- 9月15日 - おぎやはぎの愛車遍歴 NO CAR, NO LIFE! 自動車博物館ワクイミュージアム2時間SP（BS日テレ）
- 9月22日 - ザ・インタビュー スペシャル〜400人傑作選〜（BS朝日）[注 151]
- 9月27日 - ランニングエンターテインメント サブ4!! 2時間SP（BS日テレ）※2本立て（20:00 - 21:00・21:00 - 22:00）
- 11月16日 - 月刊!さまぁ〜ずスタジアム・ザ・ゴールデン ジャイアンツ2018名場面ベスト30（BS日テレ）[注 151]
- 11月18日 - 小山薫堂 東京会議特別編 旅人のカメラ〜ドイツ ライン川に佇む古都ケルンを訪ねて〜（BSフジ）[1062]
- 12月9日 - BS日本・こころの歌スペシャルコンサート東京2018（BS日テレ）
- 12月22日 - Sound Inn"S"クリスマススペシャル（BS-TBS）
- 12月27日 - ブラマヨ弾話室 2018年のニッポンはどうかしてたぜ!年末総決算SP!!（BSフジ）[注 199]
- 12月28日 - ゴルフサバイバル2時間スペシャル（BS日テレ）
- 12月29日 - ゴルフ小侍、見参!〜芸人・蛍原徹の戦い2〜（BSテレ東）
- 12月31日
  - ワタシが日本に住む理由大晦日だよ!爆笑&感動SP（BSテレ東）[注 157]
  - 4Kお天気映像大賞!ウェザーニューズSP（BSフジ）[1063]
- 12月31日 - 2019年1月1日 - 冗談騎士年またぎスペシャル（BSフジ）

#### NHK BS1・BSプレミアム・BS4K・BS8K
- 2月4日 - Uta-Tubeプレミアムスペシャル〜お得なイイ歌、6年間の名曲大放出〜（NHK名古屋放送局 / NHK BSプレミアム）[注 236][1066]
- 3月4日、19日 - スポーツイノベーション（NHK BS1）[注 237]
- 3月22日、6月30日、9月29日 - 中井精也のてつたびスペシャル（NHK BSプレミアム）
- 3月23日 - 聖火のキセキスペシャル 1964の軌跡→2020の奇跡（NHK BS1）※レギュラー開始前
- 3月27日 - 美と若さの新常識 カラダのヒミツ 和食スペシャル（NHK BSプレミアム）[注 193][1067]
- 3月29日 - 球辞苑〜プロ野球が100倍楽しくなるキーワードたち〜 MLB開幕直前スペシャル（NHK BS1）[注 151]※当時レギュラー休止中
- 5月26日 - 奇跡のレッスン 特別編 IN 熊本（NHK BS1）[1068][注 238]
- 6月2日 - 極上!スイーツマジックSP 華麗なる英国王室のウェディングスイーツ（NHK BSプレミアム）[221]
- 6月16日 - 第10回AKB48選抜総選挙スペシャル（NHK BSプレミアム）[注 239]
- 8月20日 - ワイルドライフSP 奄美 沖縄 奇跡の島々〜原始のウサギ・ヤマネコが躍動する〜（NHK BSプレミアム）[注 193]
- 8月25日 - 東京オリパラ団スペシャル（NHK BS1）
- 11月30日 - The Covers'Fes.2018（NHK BSプレミアム）

## 平昌冬季オリンピック
各局キャスターなど。
- NHK 
  - ナビゲーター：上村愛子
  - 現地キャスター・リポーター：小宮山晃義、杉浦友紀、冨坂和男、鳥海貴樹、西阪太志、上原光紀[+ 1]、一橋忠之[+ 2]
  - スタジオゲスト：足立梨花、市川美余、百田夏菜子、ほか
  - 開会式担当：桑子真帆、冨坂和男
  - 閉会式担当：鳥海貴樹、杉浦友紀
  - 番組テーマ曲：SEKAI NO OWARI「サザンカ」[出 1][出 2]
- 日本テレビ 
  - メインキャスター：荒川静香
  - スペシャルキャスター：櫻井翔[+ 3][出 3]
  - 現地キャスター・リポーター：桝太一[+ 4]、後藤晴菜[+ 5][+ 6]、山本紘之[+ 4][+ 6][+ 7]、山﨑誠[+ 8]
  - 番組テーマ曲：嵐「白が舞う」[出 1][出 2]
- テレビ朝日 
  - メインキャスター：松岡修造[出 4][+ 9]
  - フィールドリポーター：織田信成[出 4][+ 10]
  - スタジオ進行：清水俊輔
  - 番組テーマ曲：福山雅治「1461日」[出 2]
- TBS 
  - メインキャスター：中居正広[出 5]
  - スペシャルキャスター：高橋尚子[+ 11]
  - 解説者：船木和喜、鈴木明子、岡崎朋美、目黒萌絵、平野由佳、原大虎、野上大介
  - 現地キャスター・リポーター：石井大裕[+ 12]、小林由未子[+ 13]、宇内梨沙[+ 14]、上村彩子[+ 11]
  - 番組テーマ曲：マライア・キャリー「HERO」[出 5]
- テレビ東京 
  - メインキャスター：小泉孝太郎[出 6]
  - フィールドキャスター：荻原次晴[出 6]
  - 現地キャスター・リポーター：鷲見玲奈[+ 15]、福田典子[+ 15]
  - 番組テーマ曲：NOKKO「翼」[出 7]
- フジテレビ 
  - 中継キャスター：野村忠宏、髙橋大輔、加藤綾子[+ 16][出 8]
  - 中継テーマ曲：GReeeeN「ハローカゲロウ」[出 1][出 2]

関連の担当番組
1. ↑  『NHKニュースおはよう日本』
2. ↑  『ニュースウオッチ9』
3. ↑  『NEWS ZERO』
4. 1 2  『ZIP!』
5. ↑  『Oha!4 NEWS LIVE』
6. 1 2  『Going!Sports&News』
7. ↑  『PON!』
8. ↑  『news every.』
9. ↑  『報道ステーション』
10. ↑  『織田信成 涙のオリンピック〜知られざるサイドストーリー〜』（期間中平日23:10 - 23:20。織田が司会を務めた）
11. 1 2  『S☆1』
12. ↑  『あさチャン!』
13. ↑  『Nスタ』
14. ↑  『NEWS23』
15. 1 2  『追跡LIVE! Sports ウォッチャー』
16. ↑  『スポーツLIFE HERO'S』

## 2018 FIFAワールドカップ・ロシア大会
各局キャスターなど。
- NHK 
  - 解説：市川大祐、早野宏史、福西崇史、水沼貴史、山本昌邦
  - キャスター：佐藤美希、笠井大輔、橋詰彩季、西阪太志、杉浦友紀、ほか
  - 番組テーマ曲：Suchmos「VOLT-AGE」[出 1]
- 日本テレビ 
  - メインキャスター：手越祐也（NEWS）[出 2][+ 1]
  - スペシャルキャスター：明石家さんま[出 3]
  - 本社進行：桝太一[+ 2]
  - 解説：北澤豪、城彰二、都並敏史
  - 現地リポーター：山本紘之[+ 3]、ほか
  - 番組テーマ曲：NEWS「BLUE」[出 2]
- テレビ朝日 
  - プレゼンター：村上信五（関ジャニ∞）[出 4][出 5]
  - キャスター：矢部浩之（ナインティナイン）[+ 4]、川平慈英
  - 解説：セルジオ越後、松木安太郎、中山雅史、中田浩二
- TBS 
  - メインキャスター：加藤浩次[+ 5][出 6]
  - スペシャルサポーター：竹内涼真[出 6]
  - 番組テーマ曲：EXILE「Awakening」[出 7]
- テレビ東京  ※この年は中継なし[出 8]
  - 解説：秋田豊[+ 6]、セルジオ越後[+ 6]
- フジテレビ 
  - メインMC：ジョン・カビラ[出 9]
  - MC：宮司愛海[+ 7][+ 8]、三宅正治[+ 7]
  - 解説：鈴木隆行、風間八宏、宮本恒靖、山口素弘、清水秀彦
  - 現地リポート：鈴木唯[+ 7][+ 8]
  - ワールドカップサポーターズ：川口能活、ピエール・リトバルスキー、遠藤保仁、稲本潤一、田中マルクス闘莉王、ラモス瑠偉、松井大輔、小柳ルミ子、六平直政、JOY[出 10]
  - 番組テーマ曲：RADWIMPS「カタルシスト」[出 11]

関連の担当番組
1. ↑  『サッカーアース』
2. ↑  『ZIP!』
3. ↑  『Going!Sports&News』、『ZIP!』、『PON!』
4. ↑  『やべっちFC〜日本サッカー応援宣言〜』
5. ↑  『SUPER SOCCER』
6. 1 2  『追跡LIVE! Sports ウォッチャー』
7. 1 2 3  『めざましテレビ』
8. 1 2  『S-PARK』